# 3 Pułk Lotniczy

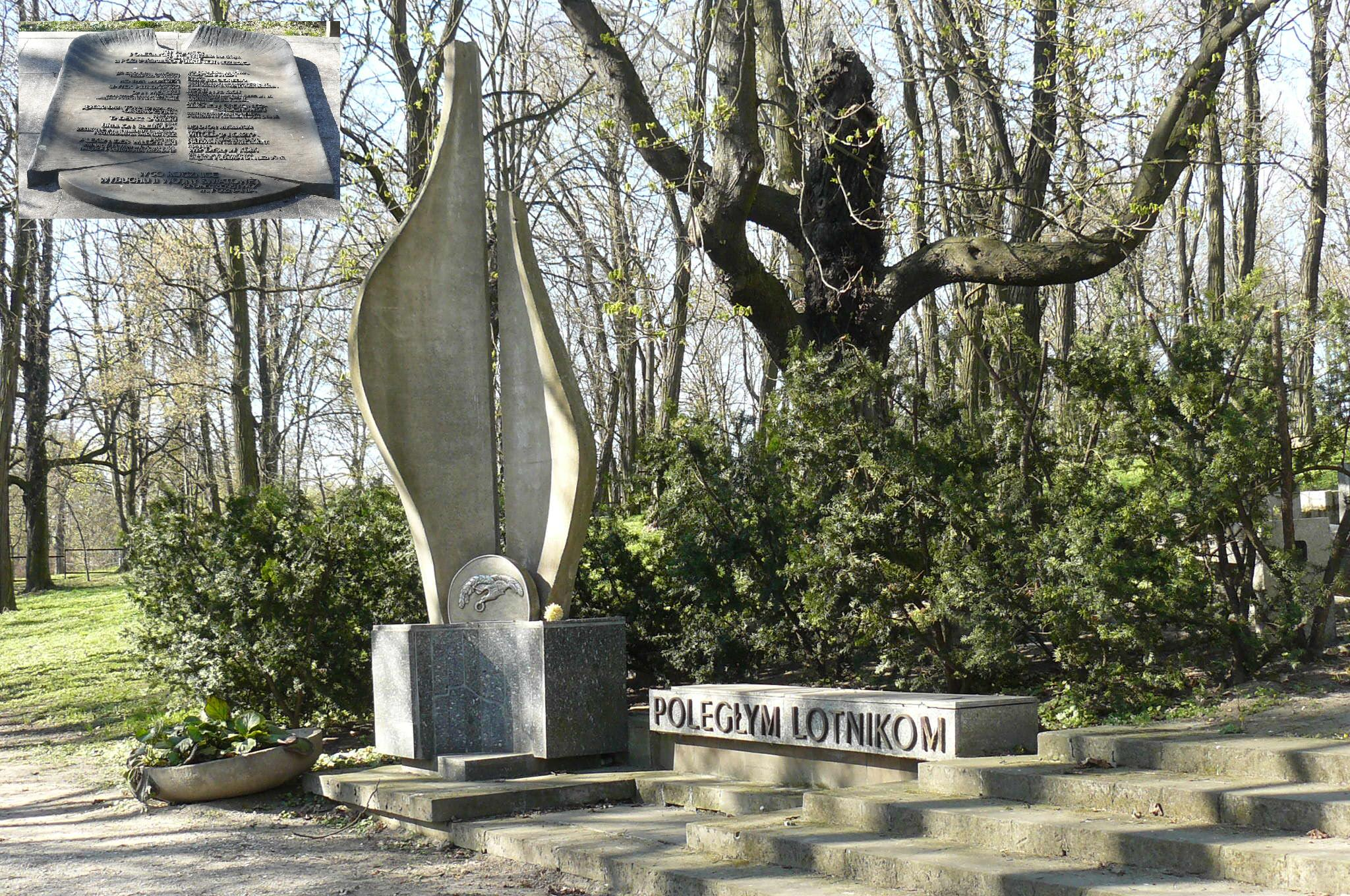
Pomnik 3 plot na Cytadeli w Poznaniu

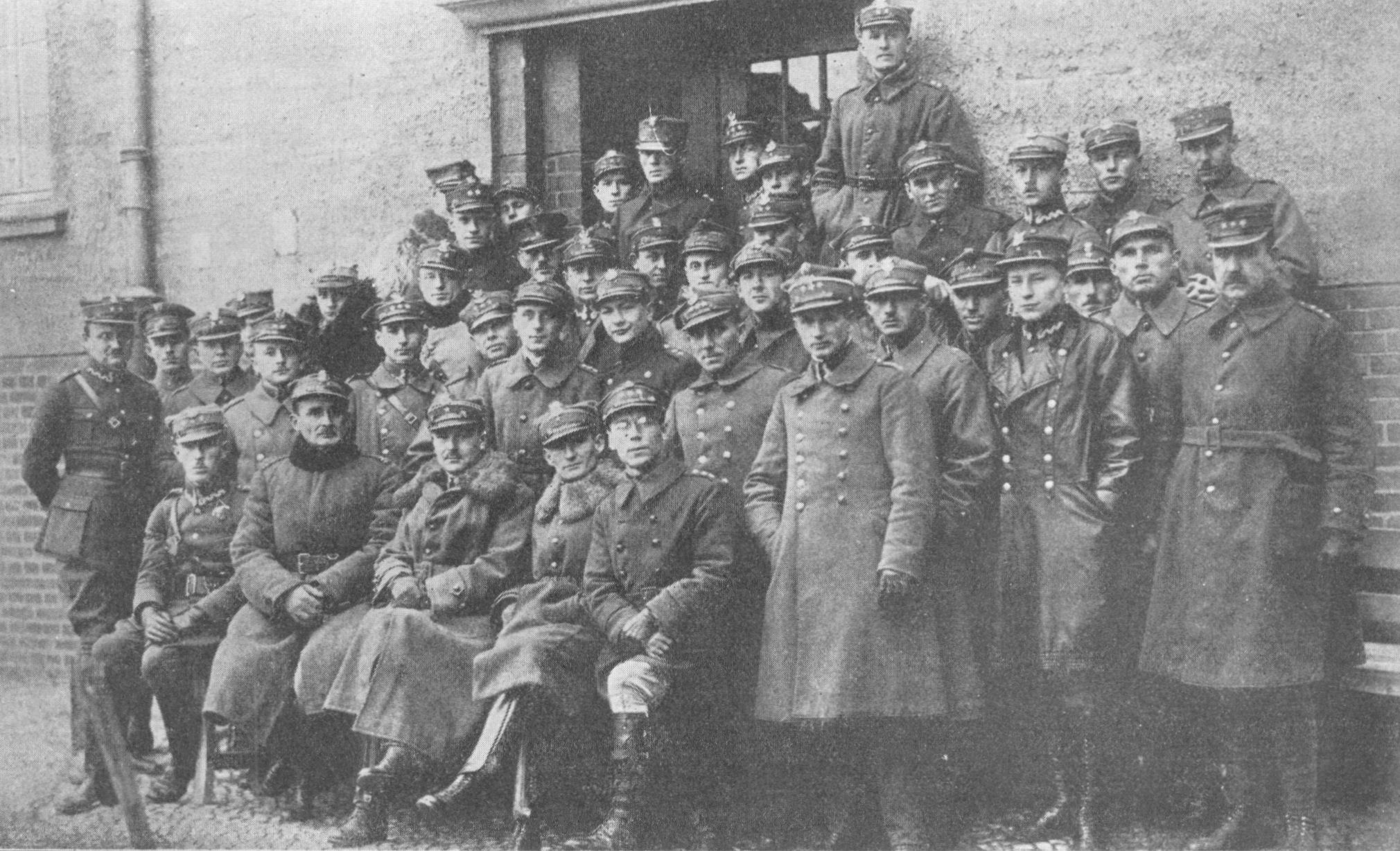
Oficerowie Pułku na jesieni 1921 roku

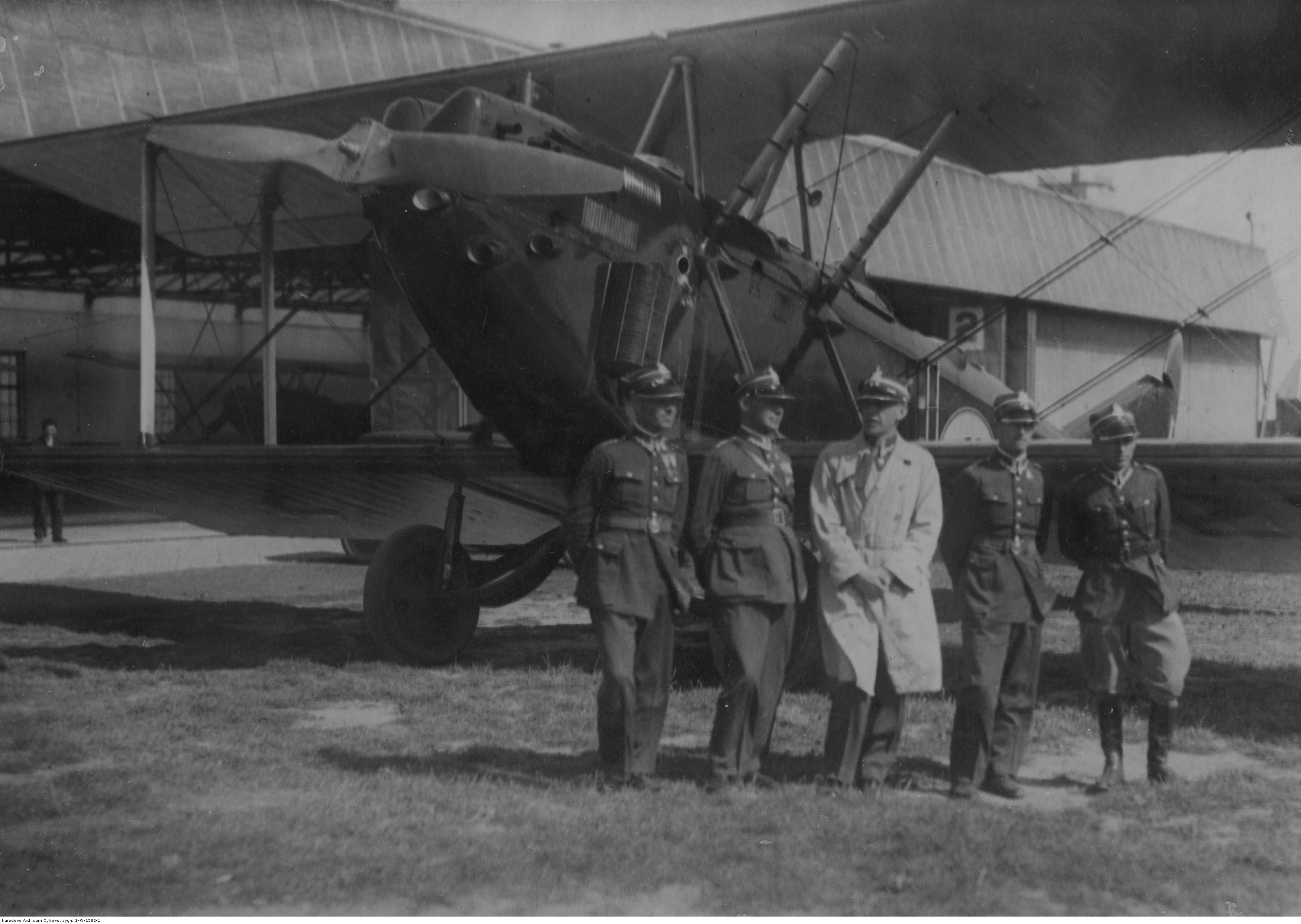
Lotnicy 3 Pułku Lotniczego w Poznaniu przed samolotem Lublin R-VIII ter

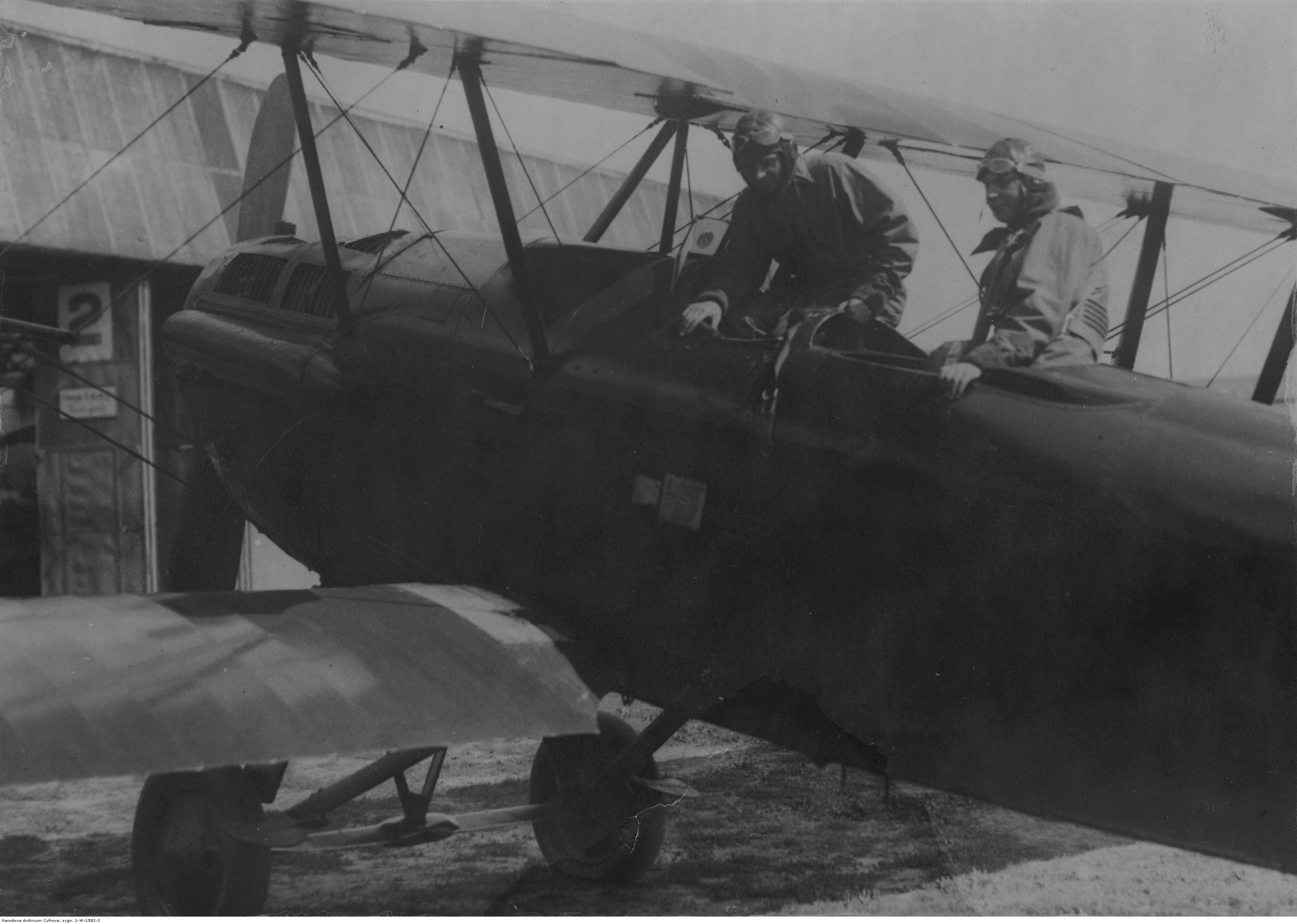
Dwaj lotnicy 3 pułku lotniczego wsiadają do samolotu Potez XXV A2

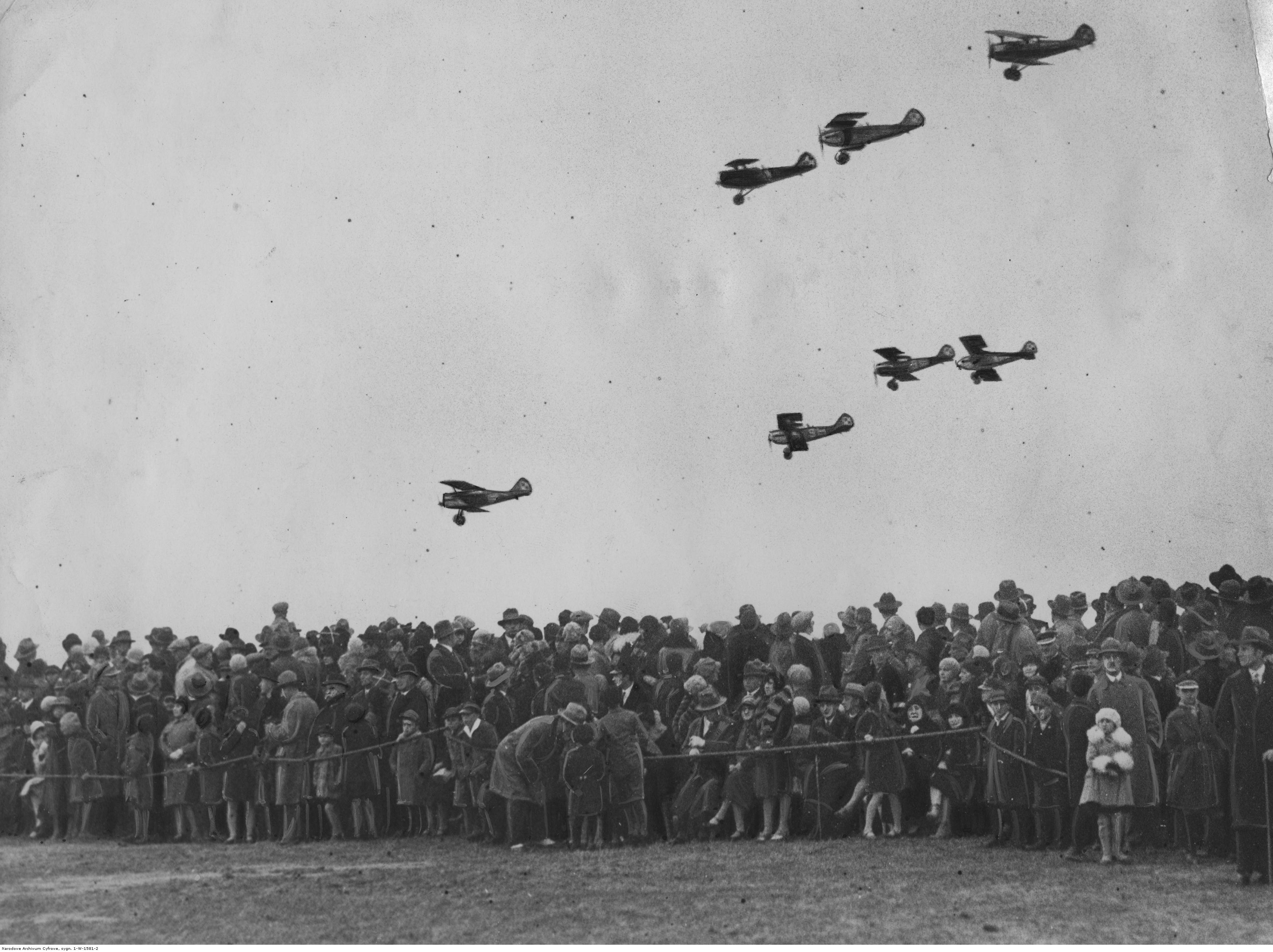
Pokazy lotnicze 3 pułku lotniczego w Ławicy; październik 1929 r.

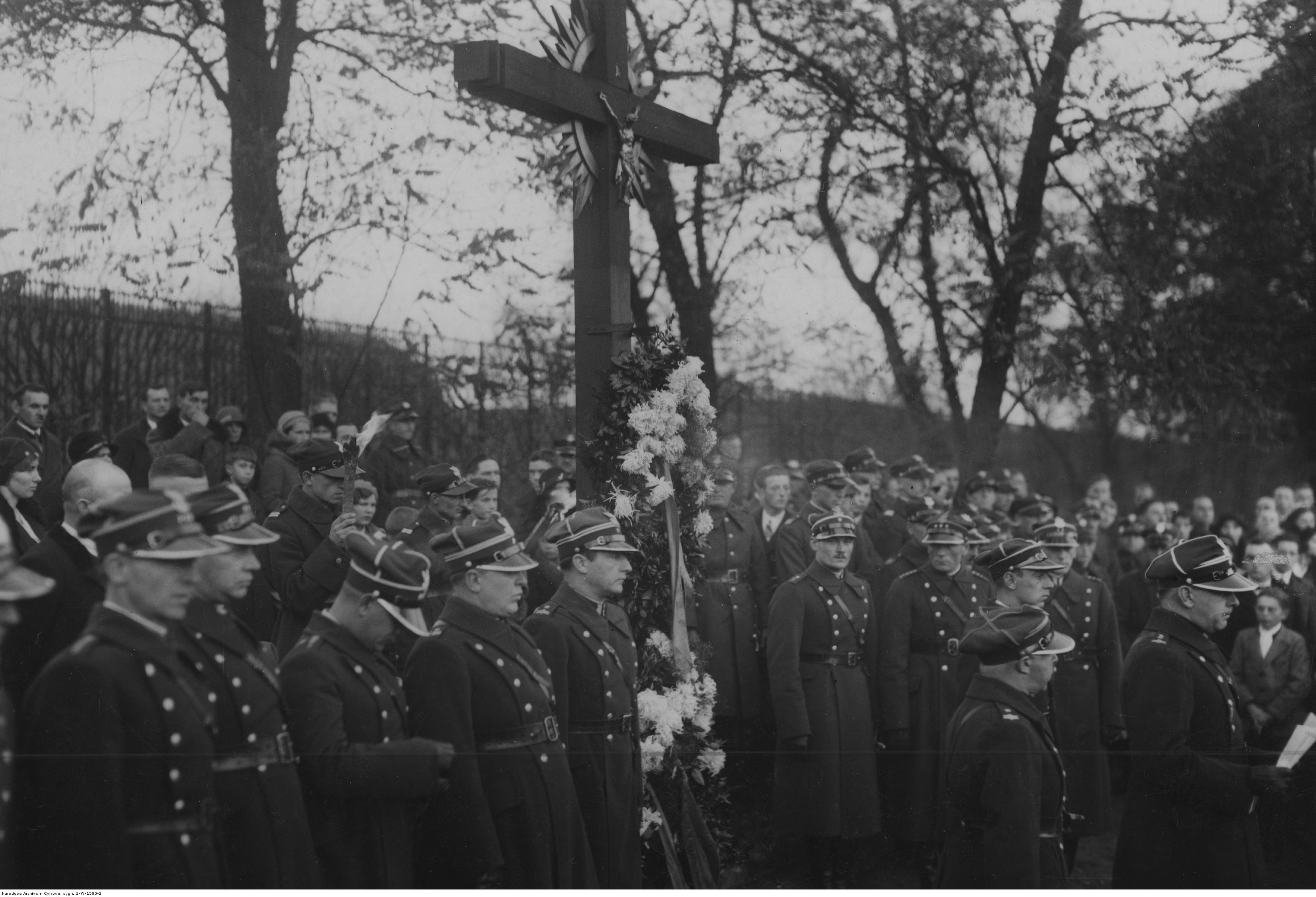
Apel poległych w Dniu Wszystkich Świętych w 3 pułku lotniczym w Poznaniu na cmentarzu garnizonowym; 1932 r.

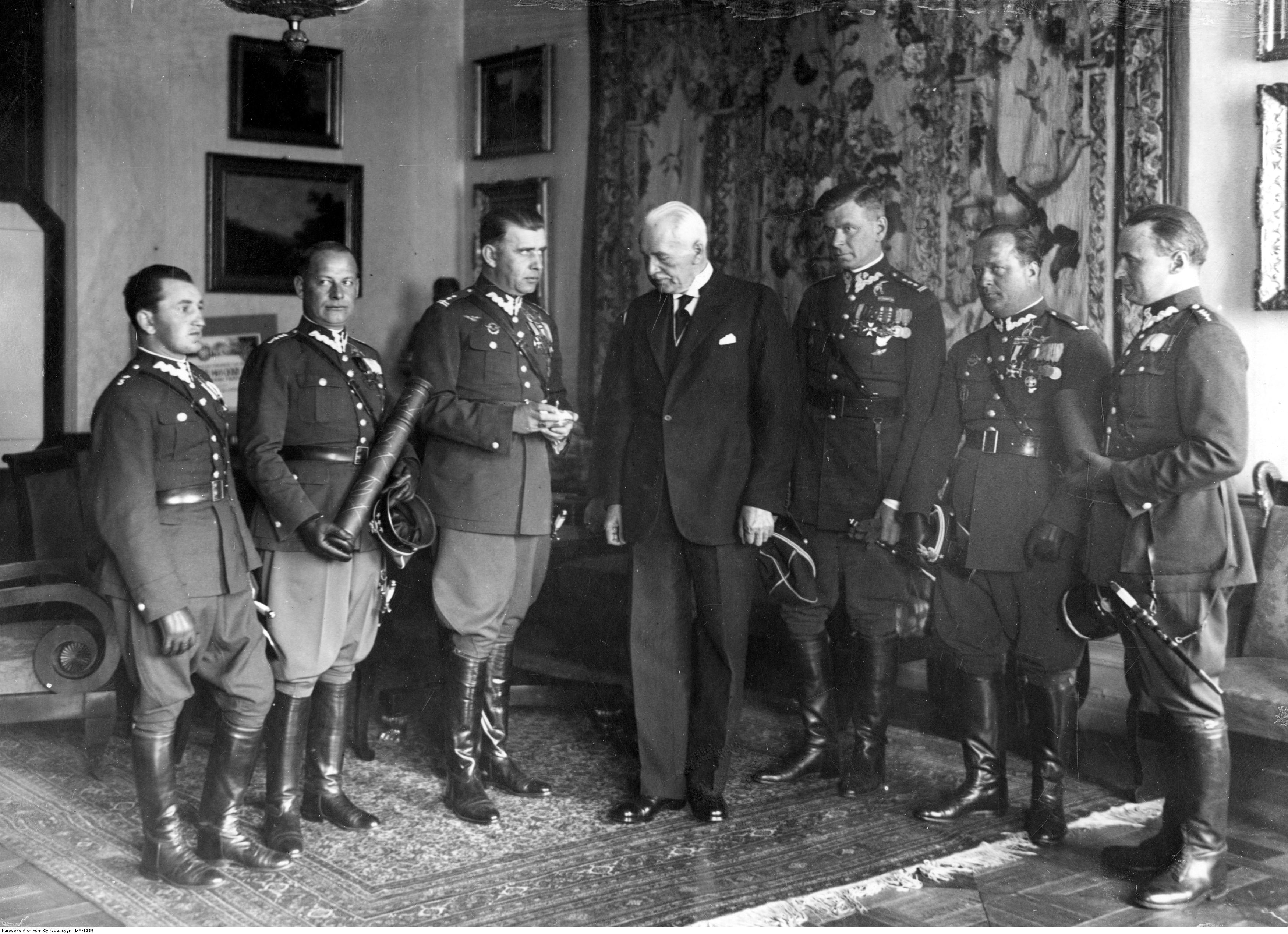
Wręczenie prezydentowi RP Ignacemu Mościckiemu odznaki pułkowej przez delegację 3 pułku lotniczego; 1933 r.

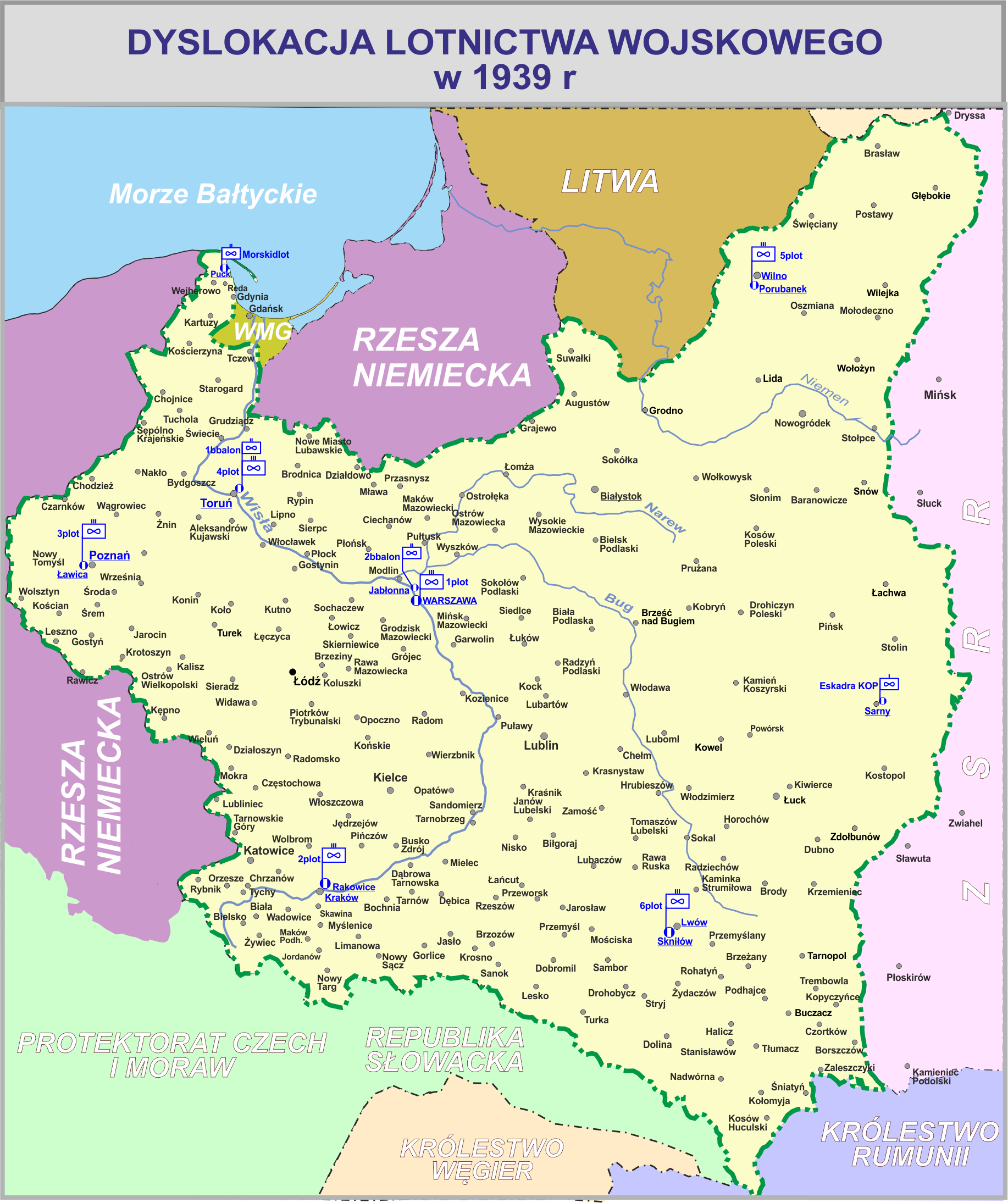

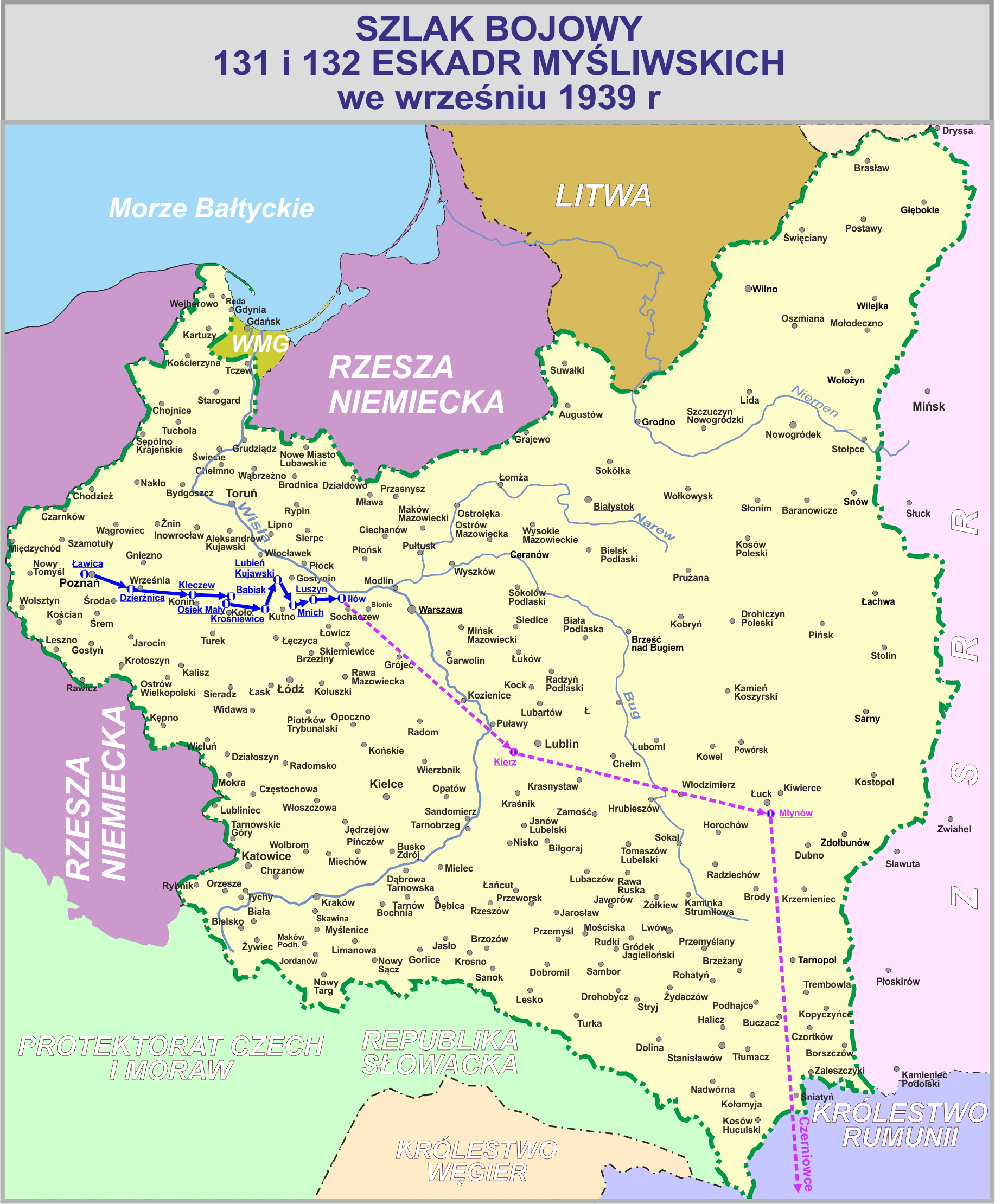

3 Pułk Lotniczy (3 plot) – oddział lotnictwa Wojska Polskiego w II Rzeczypospolitej.

## Historia pułku
Formowanie pułku
Jesienią 1920 został podpisany rozejm z Rosją bolszewicką.
Zakończenie działań wojennych skutkowało przejściem polskiego lotnictwa wojskowego na „stopę pokojową”.
Rozkazem z 18 stycznia 1921 Naczelne Dowództwo nakazało zmniejszenie liczby eskadr z 19 do 13. Miejscami formowania nowych dywizjonów i eskadr lotniczych miały stać się pułki lotnicze.
Do ich podstawowych zadań należało: utrzymanie i podnoszenie gotowości bojowej pododdziałów, organizowanie, w oparciu o istniejącą bazę materiałowo-techniczną oraz macierzysty personel, jednostek lotniczych, szkolenie rekrutów oraz utrzymanie i systematyczna rozbudowa infrastruktury lotniczej w miejscach stacjonowania jednostek.
W połowie 1921 zostały utworzone pułki w Warszawie, Krakowie i Poznaniu.
3 pułk lotniczy został sformowany na podstawie rozkazu Ministra Spraw Wojskowych z 20 lipca 1921 w Poznaniu-Ławicy.
Ośrodkiem organizacji pułku był, przemianowany ze Stacji Lotniczej w Ławicy, dywizjon zapasowy 3 pułku lotniczego.
29 sierpnia 1921 płk pil. Aleksander Serednicki wydał pierwszy rozkaz organizacyjny. Na pamiątkę tego wydarzenia pułk obchodził swoje święto właśnie 29 sierpnia.
W skład pułku weszły: dowództwo pułku, VII dywizjon wywiadowczy pod dowództwem kpt. pil. Franciszka Wiedena w składzie 1, 5, 10 eskadra, V dywizjon myśliwski pod dowództwem kpt. pil. Władysława Kralewskiego w składzie 13 i 15 eskadra, III lotniczy batalion uzupełnień pod dowództwem ppłk. pil. Jana Kieżuna, kwatermistrzostwo pułku, park lotniczy, port lotniczy, eskadra treningowa, pluton radio, pluton foto i Szkoła Obsługi Technicznej.
Przy organizacji pułku występowały olbrzymie trudności z wyposażeniem jednostek powracających z frontu. Problemem było zarówno umundurowanie żołnierzy, jak i zaopatrzenie w samoloty.
W 1922 dowództwo Lotnictwa zdecydowało, by ujednolicić w pułkach wyposażenie sprzętowe. Zmiany ułatwiały w pewnym stopniu obsługę techniczną samolotów.
W tym też roku dowództwo pułku opracowało długofalowy program robót inwestycyjnych i remontowych zabudowy lotniskowej, w tym powiększenie pola wzlotów. Program robót został zaakceptowany, prace ruszyły jednak dopiero w 1924 i to przy wydatnej pomocy społeczeństwa oraz Ligi Obrony Powietrznej i Przeciwgazowej.
Reorganizacja pułku w 1925
W 1925, w ramach reorganizacji lotnictwa, rozformowano VII dywizjon wywiadowczy, a w jego miejsce sformowano dowództwa I i II dywizjonu lotniczego i 34 eskadrę lotniczą.
I dywizjon lotniczy występował w składzie: 31 i 32 eskadra lotnicza (dawna 5 i 10 eskadry wywiadowcze). Dowództwo nad nim objął mjr. pil. Bolesław Narkowicz.
W skład II dywizjonu lotniczego weszła nowo sformowana 34 eskadra lotnicza i dawna 1 eskadra wywiadowcza przeformowana na 35 eskadrę lotniczą. Dowódcą dywizjonu został mjr. obs. Maksymilian Kowalewski.
Przemianowane 13 i 15 eskadry myśliwskie na odpowiednio 111 i 112 eskadrę Myśliwską utworzyły III dywizjon myśliwski. Na dowódcę dywizjonu wyznaczony został mjr. pil. Edward Lewandowski.
W składzie pułku znalazły się także: kwatermistrzostwo, park lotniczy, port lotniczy, eskadra treningowa, pluton radio, pluton foto, Szkoła Obsługi Technicznej.
Podstawą planów rozbudowy lotnictwa był docierający z Francji sprzęt lotniczy i personel latający. Jeśli dostawy samolotów realizowane były stosunkowo płynnie, to mało liczny personel latający stanowił jego problem.
Z uwagi na małą liczbę pilotów i obserwatorów nie powiodły się też próby sformowania III dywizjonu lotniczego w składzie 33 i 36 eskadry lotniczej i IV dywizjonu myśliwskiego ze 117 i 118 eskadrą myśliwską. Obie te jednostki, nie osiągnąwszy zdolności ćwiczebnej, rozkazem MSWojsk. ŻP L.dz. 500/tjn. Or.-Org. z 26 maja 1926, zostały rozwiązane.
W związku z działaniami podejmowanymi przez zwolenników Józefa Piłsudskiego w Warszawie, 14 maja 1926 do Dęblina odleciał 3-samolotowy klucz Potezów dowodzony przez por. pil. Tadeusza Kurdziela z załogami III dywizjonu lotniczego. Po wylądowaniu w Dęblinie nie podjęto żadnych działań. Powrót klucza do Poznania nastąpił następnego dnia.
By zaradzić przynajmniej częściowo brakom kadrowym, zorganizowano przy pułku kurs pilotażu. Ukończyło go 30 uczestników.
W latach 1928–1930 w strukturach pułku funkcjonował dywizjon szkolny. Jego dowódcą został mjr. pil. Aleksander Łaguna, a po nim mjr. obs. Wiktor Zawadzki.
22 maja 1928 samolot Potez 27 podczas lotu do Torunia na wysokości 50 m wpadł w korkociąg i spadł na teren strzelnicy wojskowej przy tamtejszym lotnisku; w wyniku katastrofy śmierć ponieśli lecący maszyną: por. Jan Szulejka i sierż. pil. Zygmunt Kliks.

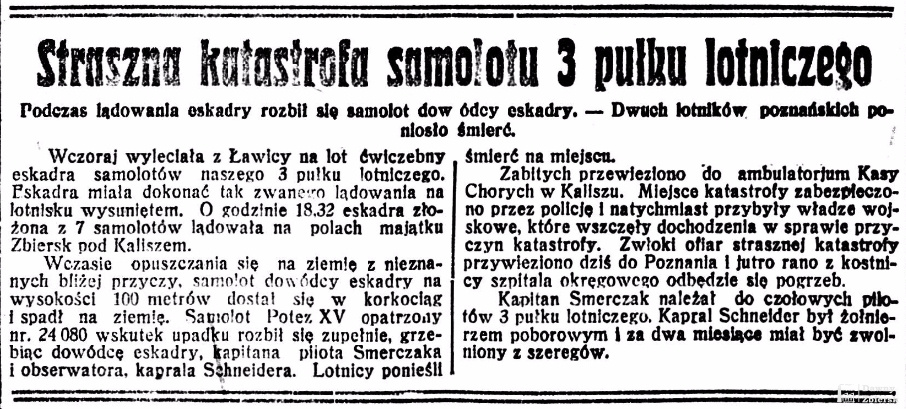
Dziennik Poznański 1 sierpnia 1928 który przekazuję informację o tragedii w Zbiersku

29 lipca 1928 o godzinie 18:32 na polach majątku Zbiersk rozbił się należący do 3 pułku Potez XV (nr boczny 24080), w wyniku czego obaj piloci zginęli. Byli to kapitan Gustaw Smerczak – kawaler Orderu Virtuti Militari za wojnę 1918-1920 (legionista, walczył na froncie czeskim, w wojnie polsko-ukraińskiej, wojnie polsko-bolszewickiej) oraz kapral Władysław Schneider.
Reforma lotnictwa w 1928
Kolejna reorganizacja polskiego lotnictwa wojskowego skutkowała w 3 pułku lotniczym przemianowaniem eskadr „lotniczych” na „liniowe”.
Powstały wówczas: I dywizjon liniowy w składzie 31 i 32 eskadra liniowa, II dywizjon liniowy w składzie 34 i 35 eskadra liniowa, III dywizjon myśliwski w składzie 131 i 132 eskadra myśliwska. Dwie ostatnie eskadry powstały na bazie odpowiednio 111 i 112 eskadry myśliwskiej.
W tym czasie podniesiono też stan etatowy samolotów z 6 do 10 samolotów. Utworzono też stanowisko komendanta Bazy Lotniczej. Pierwszym komendantem został mjr. obs. Karol Friser.
Wiosną 1929 pułk został włączony w skład 2 Grupy Aeronautycznej, a po jej likwidacji został podporządkowany dowódcy 3 Grupy Aeronautycznej, W składzie 3 Grupy Lotniczej pozostał do 1939 roku.(?)
W listopadzie 1929 roku personel latający pułku toczył między sobą walki powietrzne, które były rejestrowane dla potrzeb filmu „Gwiaździsta eskadra”. 12 listopada, w czasie walki stoczonej na wysokości około 800 metrów nad ziemią, por. pil. Eugeniusz Wyrwicki uderzył podwoziem swojej maszyny Blériot-SPAD S.61C1 o prawe górne skrzydło samolotu Potez XV pilotowanego przez por. pil. Jana Bilskiego. W wyniku kolizji skrzydło oderwało się od kadłuba, a samolot porucznika Bilskiego wpadł w korkociąg i runął na ziemię. Pilot oraz obserwator, ppor. Feliks Szczęsny Lipiński, ponieśli śmierć. Obaj lotnicy nie posiadali spadochronów. Porucznik Wyrwicki lądował przymusowo w Krzyżownikach. W trakcie lądowania Spad został rozbity, a pilot wyszedł z kraksy bez szwanku.
Realizując wytyczne Głównego Inspektoratu Sił Zbrojnych, w 1929 przystąpiono do organizacji tzw. „lotnictwa bliskiego wsparcia”, czyli „towarzyszącego”.
Od listopada 1934 do października 1937 w 3 pułku powstała 33, 36 i 39 eskadra towarzyszące. Utworzyły one IV dywizjon towarzyszący pod dowództwem mjr. pil. Romana Rudkowskiego.
Z uwagi na szczupłość miejsca na Ławicy, organizację dywizjonu realizowano w hali balonowej na poznańskich Winiarach. Również Pułkową Szkołą Pilotażu formowano poza macierzystym lotniskiem. Z braku miejsca uruchomiono ją na polowym lotnisku w Snieciskach.
W czerwcu 1930 utworzono stanowisko oficera łącznikowego do spraw szkolenia Przysposobienia Wojskowego Lotniczego.
Od 10 maja 1932 dowództwo pułku dysponowało obozem szkoleniowym pilotażu silnikowego w Lublinku, przeznaczonym dla kandydatów Przysposobienia Wojskowego Lotniczego. Komendantem ośrodka był kpt. pil. Adam Kropiński.
W okresie od 1 sierpnia 1933 do października 1937 funkcjonowała w pułku 133 eskadra myśliwska. Po rozformowaniu, jej personel stanowił podstawę do formowania 161 eskadry myśliwskiej w 6 pułku lotniczym we Lwowie.
W tym czasie dobiegała końca zaplanowana rozbudowa i modernizacja lotniska Ławica. Ogółem zniwelowano około 46 ha pola wzlotów, wybudowano bloki koszarowe i mieszkalne, 6 żelbetowych hangarów oraz bloki dla działu technicznego, dywizjonów: szkolnego, liniowych i myśliwskiego, strzelnicę i stadion. Całością robót kierował kpt. obs. Stefan Korcz.
W listopadzie 1934 podjęto organizację eskadry towarzyszącej, która organizacyjnie weszła w skład II dywizjonu liniowego, ale taktycznie podlegała dowódcy pułku. Wyposażenie eskadry stanowiły samoloty Lublin R-XIII.
Jesienią 1937 zreorganizowano tę eskadrę w taki sposób, że sformowano z jej plutonów trzy nowe eskadry towarzyszące po dwa plutony każda. Weszły one w skład nowo utworzonego IV dywizjonu towarzyszącego dowodzonego przez mjr. pil. Romana Rudkowskiego.
Rozkazem dziennym nr 179/38 z 10 sierpnia 1938 powołano Pułkową Szkołę Pilotażu. Z braku miejsca na Ławicy jednostka została zainstalowana na polowym lotnisku w Śnieciskach.
Działalność pułku w 1939
Wiosną 1939 została rozformowana 35 eskadra liniowa. Jej sprzęt trafił do innych jednostek, a personel zasilił pozostałe eskadry. Rozwiązaniu uległo dowództwo II dywizjonu liniowego, a 34 eskadra liniowa weszła w skład I dywizjonu liniowego.
W dniach 24–25 sierpnia nastąpiła mobilizacja eskadr, a 3 pułk lotniczy został rozwiązany. Z dniem 25 sierpnia jego zadania przejęła Baza Lotnicza nr 3 dowodzona przez mjr. pil. Witolda Rutkowskiego. Personel rozformowanej w tym samym czasie 39 eskadry towarzyszącej przesunięty został do innych mobilizowanych eskadr pułku.
Eskadry: 31, 32, 34 przemianowano na „rozpoznawcze”, natomiast 33 i 36 na „obserwacyjne”. Nazwy utrzymały 131 i 132 eskadry myśliwskie.
Dzień przed wybuchem II wojny światowej samoloty 3 pułku zostały przebazowane na lotnisko Lublinek i inne lotniska polowe. Pozostawiono tylko trzy samoloty myśliwskie typu PZL-11 dla osłony poznańskiego lotniska.

## Struktura organizacyjna pułku
| Pododdziały pułku |                                  |                         |          |          |
| Lata              | Dywizjony                        | Eskadry                 | Samoloty | Samoloty |
| Lata              | Dywizjony                        | Eskadry                 | Typy     | Numery   |
| 1921              | V dywizjon myśliwski             | 13 eskadra myśliwska    |          |          |
| 1921              | V dywizjon myśliwski             | 15 eskadra myśliwska    |          |          |
| 1921              | VII dywizjon wywiadowczy         | 1 eskadra wywiadowcza   |          |          |
| 1921              | VII dywizjon wywiadowczy         | 5 eskadra wywiadowcza   |          |          |
| 1921              | VII dywizjon wywiadowczy         | 10 eskadra wywiadowcza  |          |          |
| 1921              | III lotniczy batalion uzupełnień |                         |          |          |
| 1921              | kwatermistrzostwo                |                         |          |          |
| 1921              | park lotniczy                    |                         |          |          |
| 1921              | port lotniczy                    |                         |          |          |
| 1921              | eskadra treningowa               |                         |          |          |
| 1921              | pluton radio                     |                         |          |          |
| 1921              | pluton foto                      |                         |          |          |
| 1921              | Szkoła Obsługi Technicznej       |                         |          |          |
| 1925              | I dywizjon lotniczy              | 31 eskadra lotnicza     |          |          |
| 1925              | I dywizjon lotniczy              | 32 eskadra lotnicza     |          |          |
| 1925              | II dywizjon lotniczy             | 34 eskadra lotnicza     |          |          |
| 1925              | II dywizjon lotniczy             | 35 eskadra lotnicza     |          |          |
| 1925              | III dywizjon myśliwski           | 111 eskadra myśliwska   |          |          |
| 1925              | III dywizjon myśliwski           | 112 eskadra myśliwska   |          |          |
| 1925              | kwatermistrzostwo                |                         |          |          |
| 1925              | park lotniczy                    |                         |          |          |
| 1925              | port lotniczy                    |                         |          |          |
| 1925              | eskadra treningowa               |                         |          |          |
| 1925              | pluton radio                     |                         |          |          |
| 1925              | pluton foto                      |                         |          |          |
| 1925              | Szkoła Obsługi Technicznej       |                         |          |          |
| 1930              | I dywizjon liniowy               | 31 eskadra liniowa      |          |          |
| 1930              | I dywizjon liniowy               | 32 eskadra liniowa      |          |          |
| 1930              | II dywizjon liniowy              | 34 eskadra liniowa      |          |          |
| 1930              | II dywizjon liniowy              | 35 eskadra liniowa      |          |          |
| 1930              | III dywizjon myśliwski           | 131 eskadra myśliwska   |          |          |
| 1930              | III dywizjon myśliwski           | 132 eskadra myśliwska   |          |          |
| 1936              | I dywizjon liniowy               | 31 eskadra liniowa      |          |          |
| 1936              | I dywizjon liniowy               | 32 eskadra liniowa      |          |          |
| 1936              | II dywizjon liniowy              | 34 eskadra liniowa      |          |          |
| 1936              | II dywizjon liniowy              | 35 eskadra liniowa      |          |          |
| 1936              | II dywizjon liniowy              | 33 eskadra towarzysząca |          |          |
| 1936              | III dywizjon myśliwski           | 131 eskadra myśliwska   |          |          |
| 1936              | III dywizjon myśliwski           | 132 eskadra myśliwska   |          |          |
| 1936              | III dywizjon myśliwski           | 133 eskadra myśliwska   |          |          |
| 1937              | I dywizjon liniowy               | 31 eskadra liniowa      |          |          |
| 1937              | I dywizjon liniowy               | 32 eskadra liniowa      |          |          |
| 1937              | II dywizjon liniowy              | 34 eskadra liniowa      |          |          |
| 1937              | III dywizjon myśliwski           | 132 eskadra myśliwska   |          |          |
| 1937              | III dywizjon myśliwski           | 133 eskadra myśliwska   |          |          |
| 1937              | IV dywizjon towarzyszący         | 33 eskadra towarzysząca |          |          |
| 1937              | IV dywizjon towarzyszący         | 36 eskadra towarzysząca |          |          |
| 1937              | IV dywizjon towarzyszący         | 39 eskadra towarzysząca |          |          |

## Żołnierze pułku

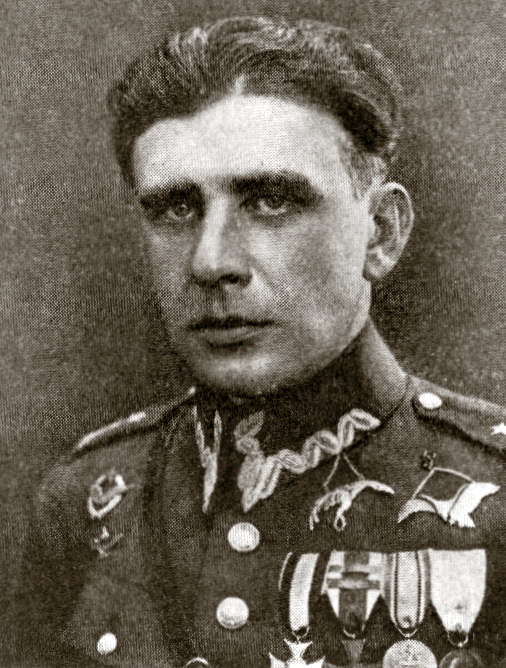
Podpułkownik Władysław Kalkus

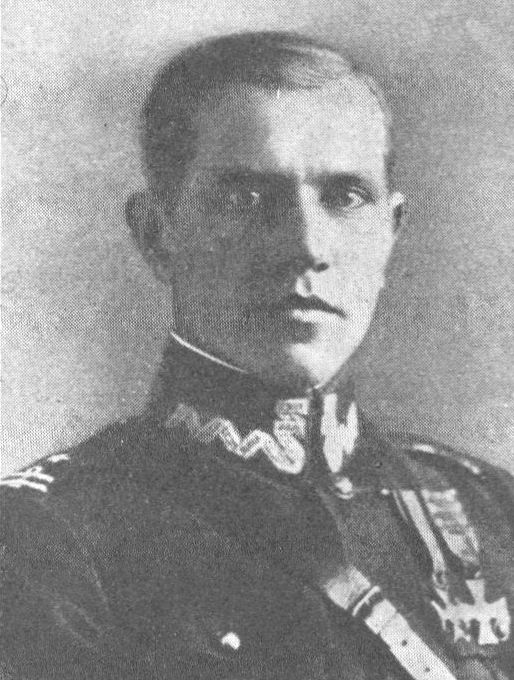
Podpułkownik Edward Karaś

| Dowódcy pułku  |                       |                          |                     |
| stopień        | imię i nazwisko       | okres pełnienia służby   | kolejne stanowisko  |
| płk pil.       | Aleksander Serednicki | 20 VII 1921 – 9 III 1922 | Inspektor Lotnictwa |
| ppłk pil.      | Camillo Perini        | 7 IV 1922 – 1 III 1925   | dowódca 6 plot.     |
| płk SG         | Sergiusz Abżółtowski  | 1 III 1925 – VI 1929     |                     |
| ppłk pil.      | Władysław Kalkus      | 27 IV 1929 – VIII 1933   |                     |
| płk obs.       | Edward Karaś          | IX 1933 – X 1937         |                     |
| ppłk pil. obs. | Tadeusz Jarina        | XI 1937 – VIII 1939      |                     |

| Zastępcy dowódcy pułku      |                        |                                          |
| stopień imię i nazwisko     | okres pełnienia służby | kolejne stanowisko                       |
| ppłk Piotr Niżewski         | do 1 IV 1925           | zastępca dowódcy 6 plot.                 |
| ppłk pil. Piotr Abakanowicz | 1 IV 1925 – 12 I 1927  | dowódca Oddziału Służby Lotnictwa        |
| mjr SG Wiktor Willman       | 1928                   |                                          |
| mjr SG Jerzy Rychłowski     | † 25 IV 1929           |                                          |
| ppłk Mateusz Iżycki         | 1 I 1938 – VIII 1939   | szef sztabu Lotnictwa i OPL Armii „Łódź” |
| Kwatermistrzowie            |                        |                                          |
| mjr Maksymilian Kowalewski  | 1925                   |                                          |
| mjr obs. Wiktor Pniewski\|  | do 26 III 1931         | dowódca dywizjonu                        |
| mjr Julian Stachurski       | od 26 III 1931         |                                          |

### Żołnierze pułku – ofiary zbrodni katyńskiej
Biogramy zamordowanych znajdują się na stronie internetowej Muzeum Katyńskiego
| Nazwisko i imię       | Stopień               | Zawód                        | Miejsce pracy przed mobilizacją | Zamordowany |
| --------------------- | --------------------- | ---------------------------- | ------------------------------- | ----------- |
| Bensch Julian Karol   | porucznik rezerwy     | nauczyciel                   | gimnazjum w Poznaniu            | Katyń       |
| Bomski Czesław        | podporucznik rezerwy  | technik mechanik             |                                 | Katyń       |
| Brojerski Mieczysław  | porucznik rezerwy     |                              |                                 | Katyń       |
| Czamański Adam        | podporucznik rezerwy  | doktor inżynier              |                                 | Katyń       |
| Dembicki Witold       | porucznik rezerwy     | technolog mechaniki          |                                 | Katyń       |
| Frąckowiak Kazimierz  | podporucznik rezerwy  | prawnik                      | radny miasta Poznania           | Katyń       |
| Gidaszewski Stanisław | podporucznik          | żołnierz zawodowy            |                                 | Katyń       |
| Gliszczyński Józef    | podporucznik rezerwy  | inżynier                     |                                 | Katyń       |
| Grudzień Longin       | porucznik rezerwy     | technik budownictwa lądowego | Magistrat m. Łodzi              | Katyń       |
| Jung Konrad           | podporucznik rezerwy  |                              |                                 | Katyń       |
| Kapuściński Zbigniew  | porucznik rezerwy     | doktor chemii                | Instytut Techniczny Uzbrojenia  | Katyń       |
| Korcz Stefan          | kapitan w st. sp.     | architekt                    | Centralny Okręg Przemysłowy     | Katyń       |
| Leitgeber Wacław      | porucznik posp. rusz. | inżynier budowlany           | Poznańska Spółka Drzewna        | Katyń       |
| Lipiński Jerzy        | podporucznik          | żołnierz zawodowy            |                                 | Katyń       |
| Moskau Antoni         | podporucznik rezerwy  | ekonomista, mgr              | „Wspólnota Interesów” Katowice  | Katyń       |
| Pilichowski Janusz    | podporucznik rezerwy  | żołnierz zawodowy            |                                 | Katyń       |
| Spojda Marian         | podporucznik rezerwy  | trener                       |                                 | Katyń       |
| Witkowiak Wojciech    | kapitan               | żołnierz zawodowy            |                                 | Katyń       |
| Chełchowski Bolesław  | porucznik lekarz      | żołnierz zawodowy            |                                 | Charków     |

## Odznaka pułkowa
Odznaka zatwierdzona została w Dzienniku Rozkazów MSWojsk. nr 22, poz. 288 z 7 grudnia 1932.
Odznakę o wymiarach 50x20 mm stanowią dwa stylizowane skrzydła, a w miejscu ich połączenia złota cyfra 3 w wieńcu laurowym z zielonej emalii.
Trzyczęściowa oficerska wykonana jest w srebrze, na rewersie próba srebra, imiennik IK i nazwisko grawera J. KNEDLER. Na podkładce napis METAL.
Dowódca pułku, rozkazem dziennym nr 286/32 z 17 grudnia 1932, ogłosił regulamin odznaki pamiątkowej, który ustalał:
- dla oficerów – odznaka mająca dwa srebrne stylizowane skrzydła, a w miejscu ich połączenia złota cyfra „3” w wieńcu laurowym z zielonej emalii
- dla podoficerów i szeregowych – ten sam kształt odznaki wykonanej z brązu, cyfra „3” posrebrzana

Pamiątkową Odznakę Pułkową nadawano corocznie w dniu święta pułkowego – 29 sierpnia.
Wersje odznaki
wykonana w białym metalu. Na rewersie litery BM oraz nazwisko grawera J. KNEDLER
dwuczęściowa, bez sygnatur na rewersie. Wykonanie: A. Słupczyński z Poznania 
dla podoficerów i szeregowych – tombak srebrzony, bita z kontrą, cyfra 3 posrebrzana. Na podkładce napis METAL

## Samoloty pułku

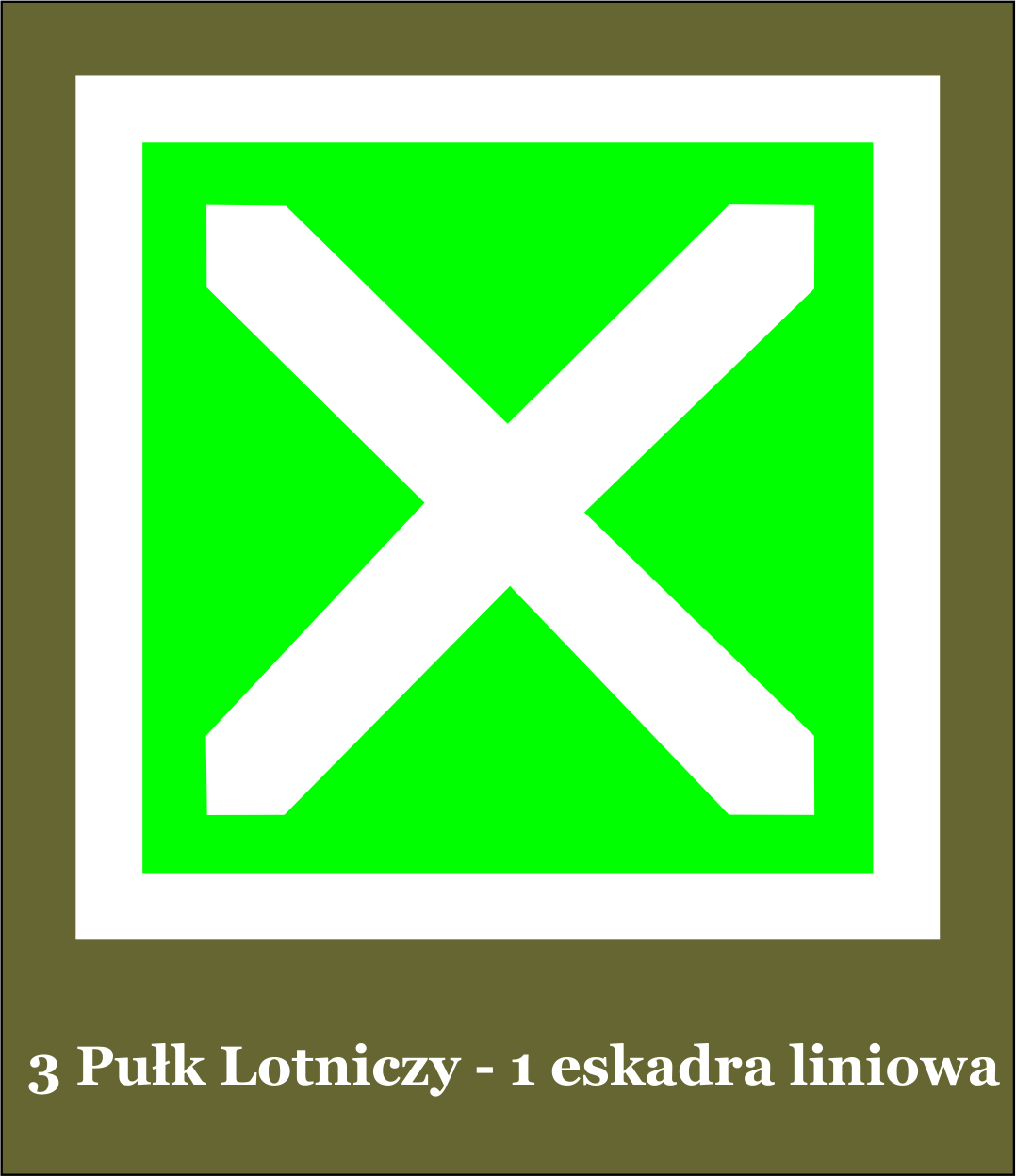
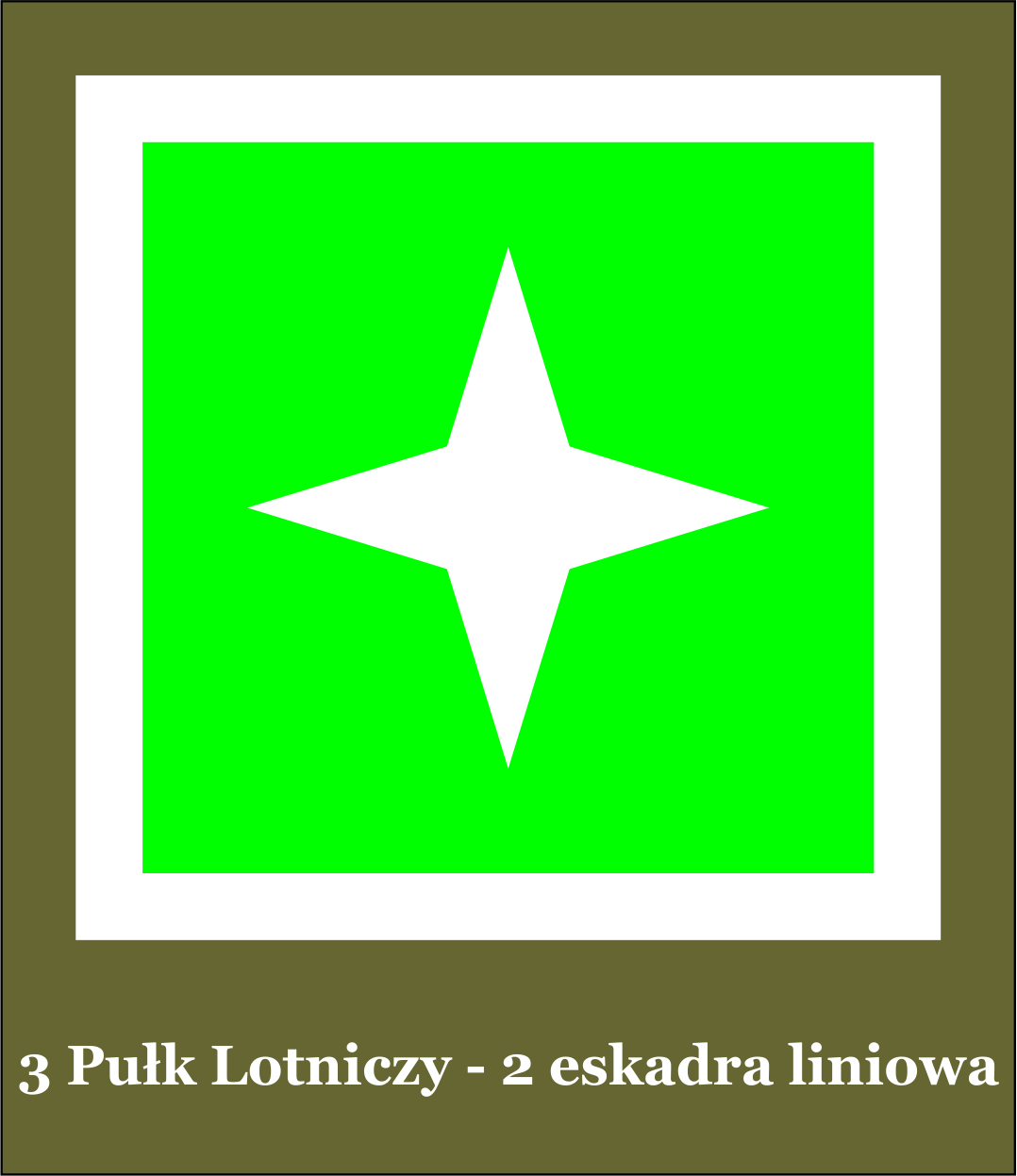
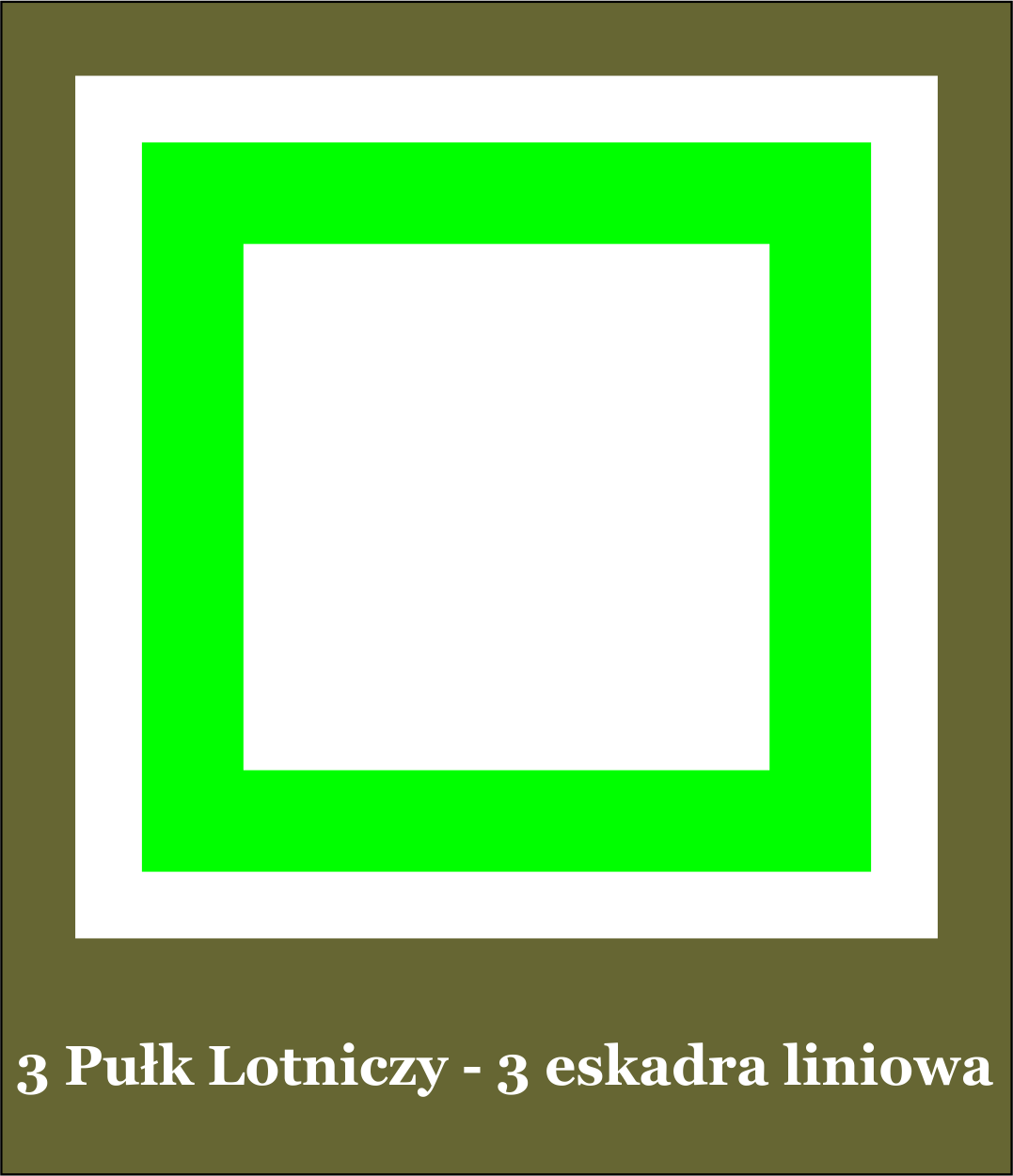
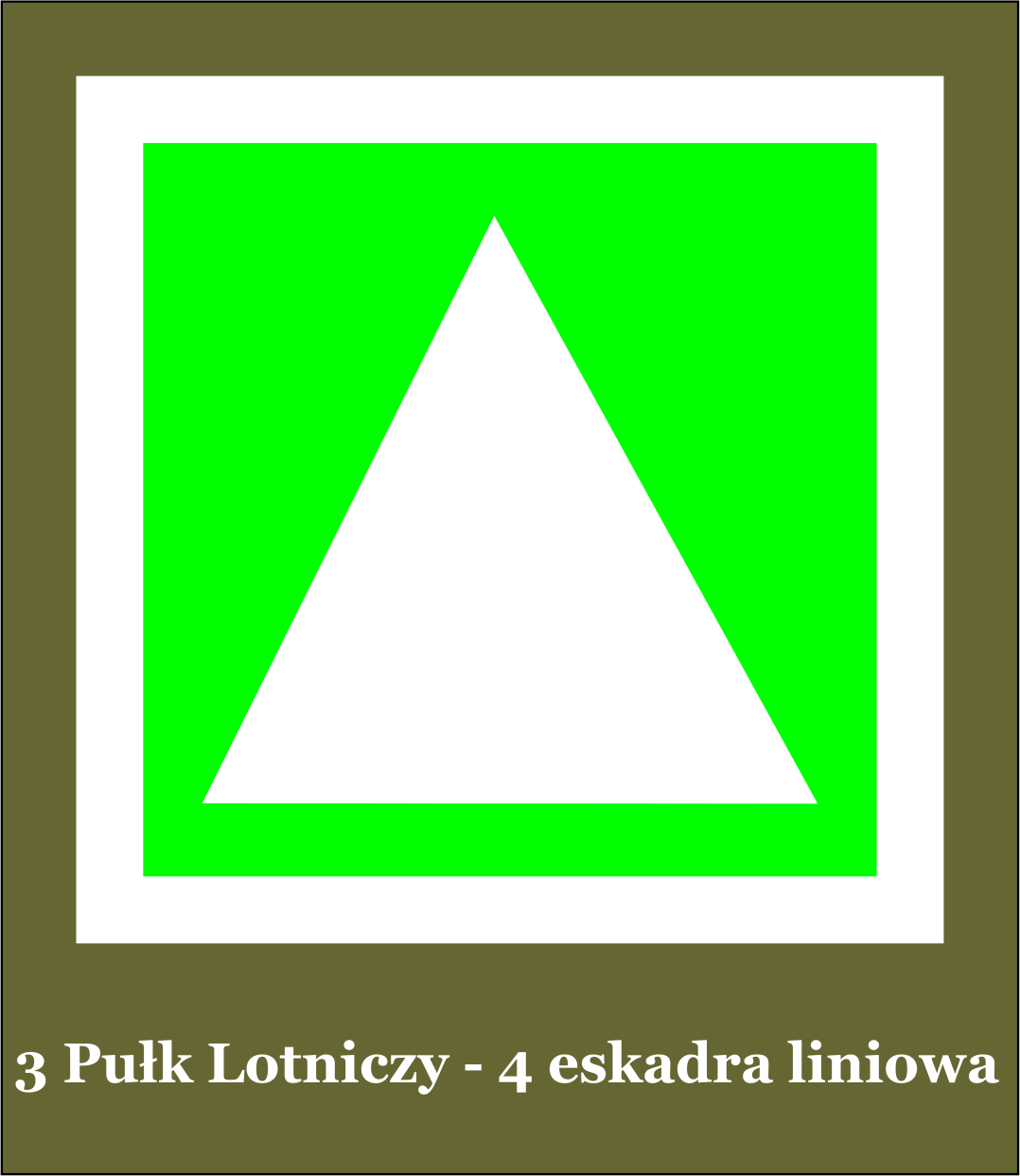
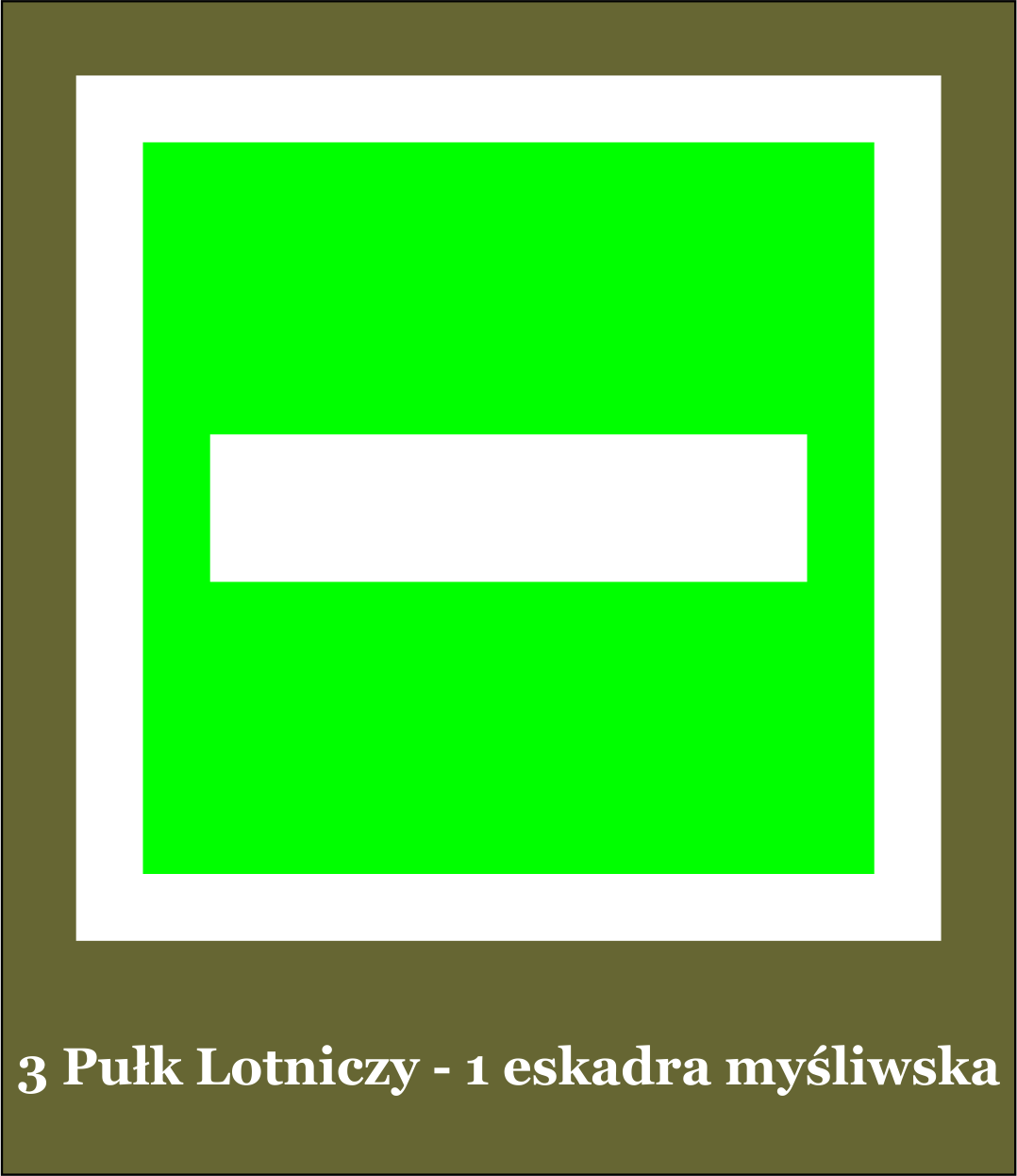
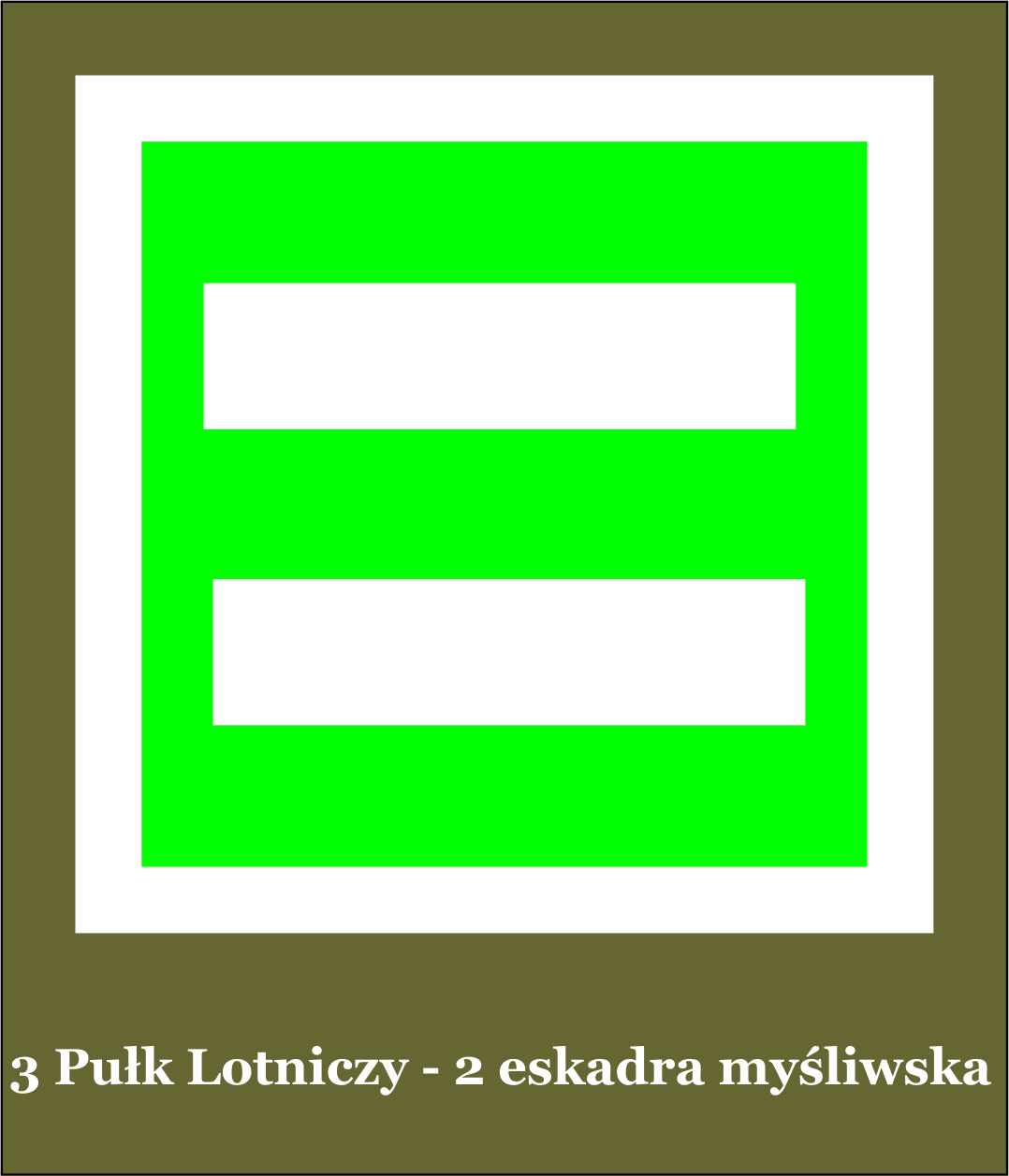
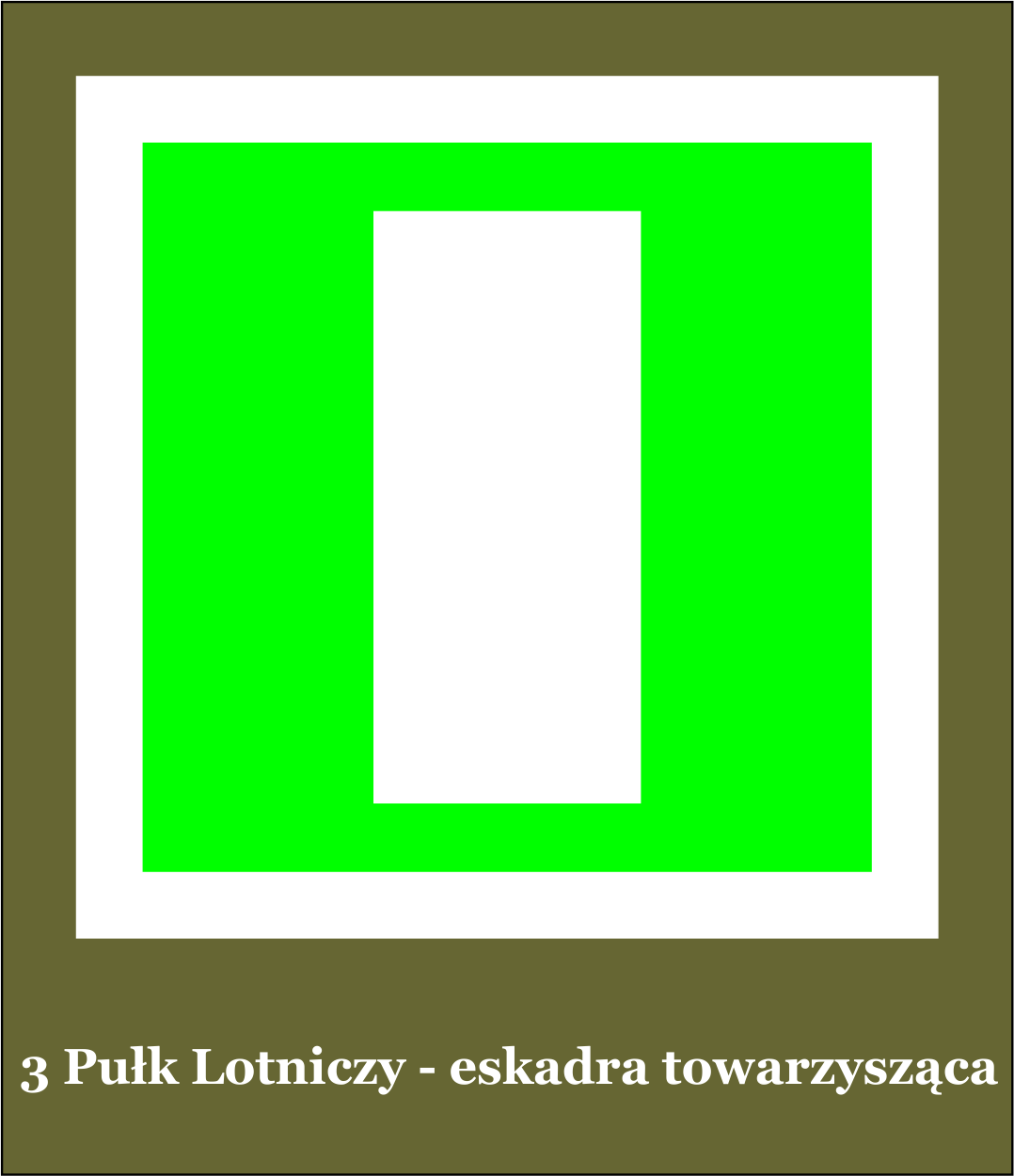

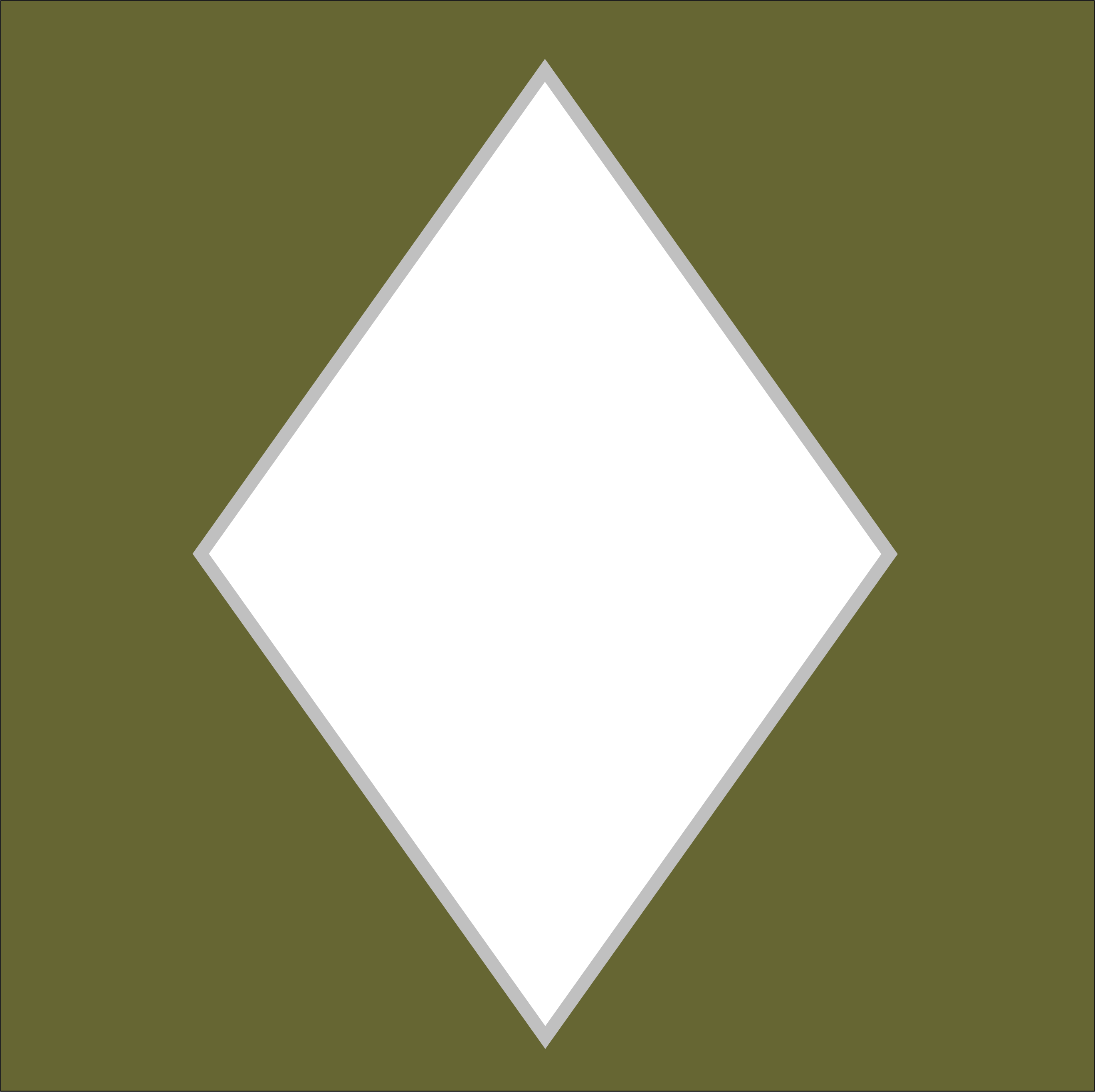
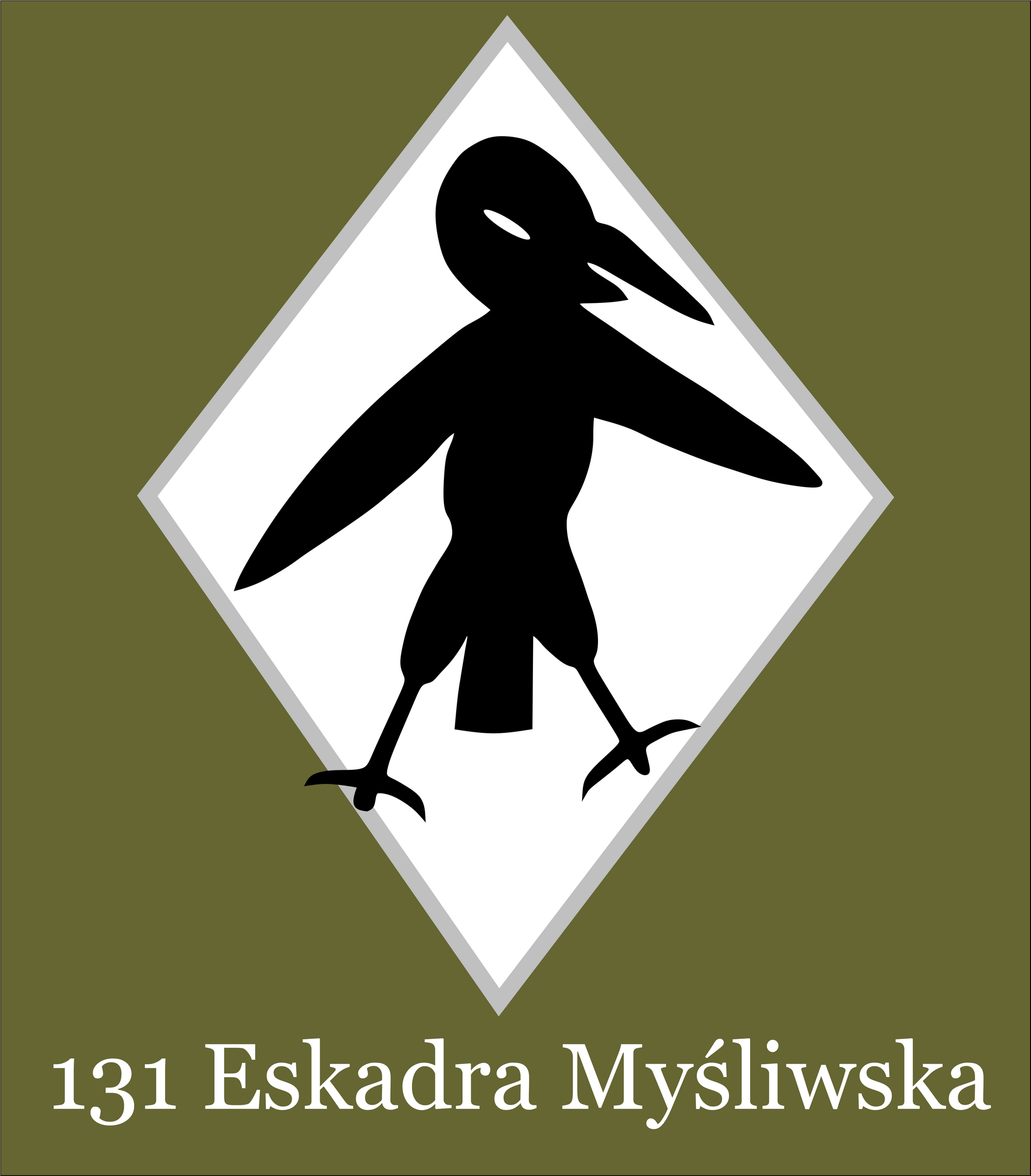
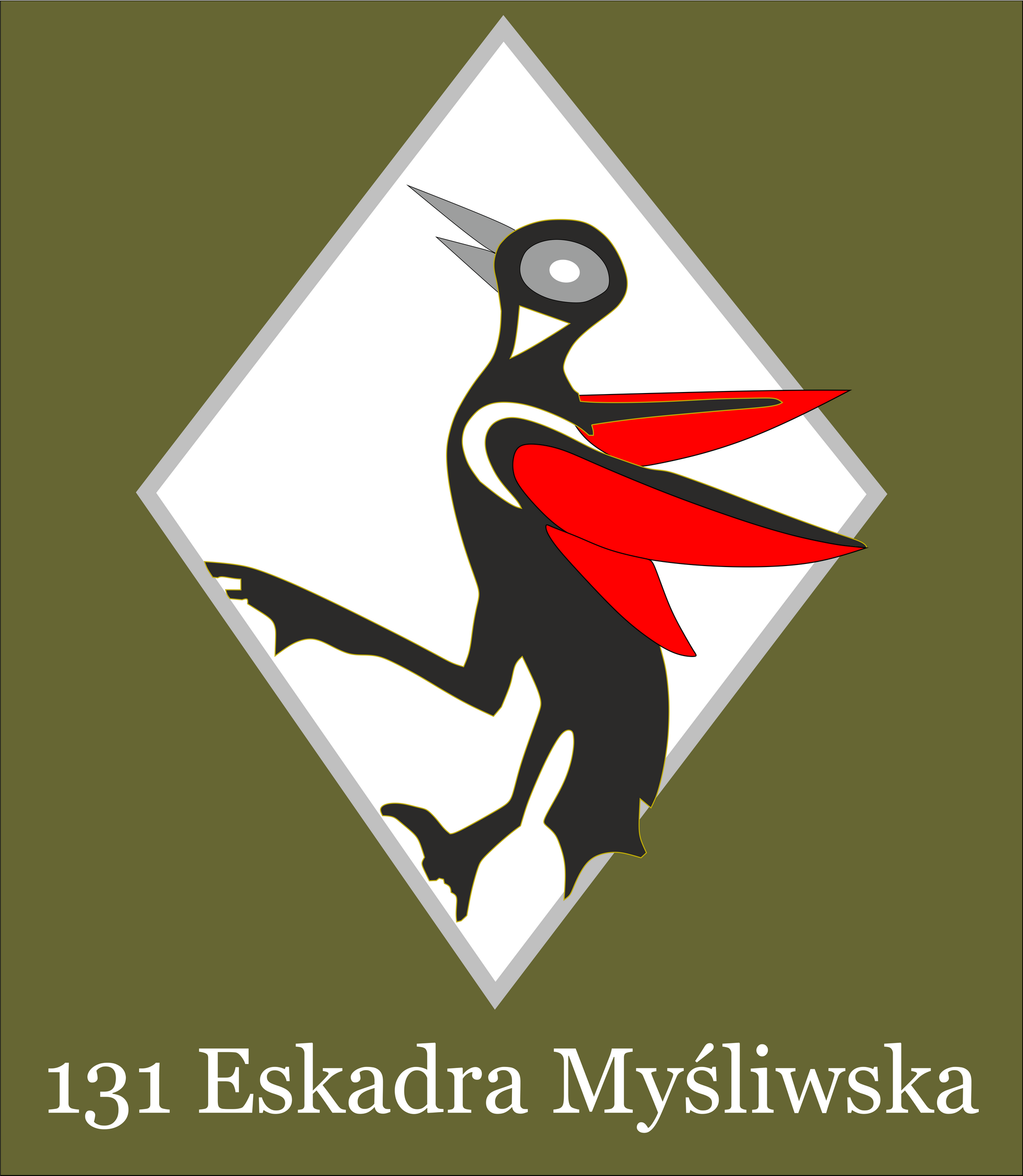
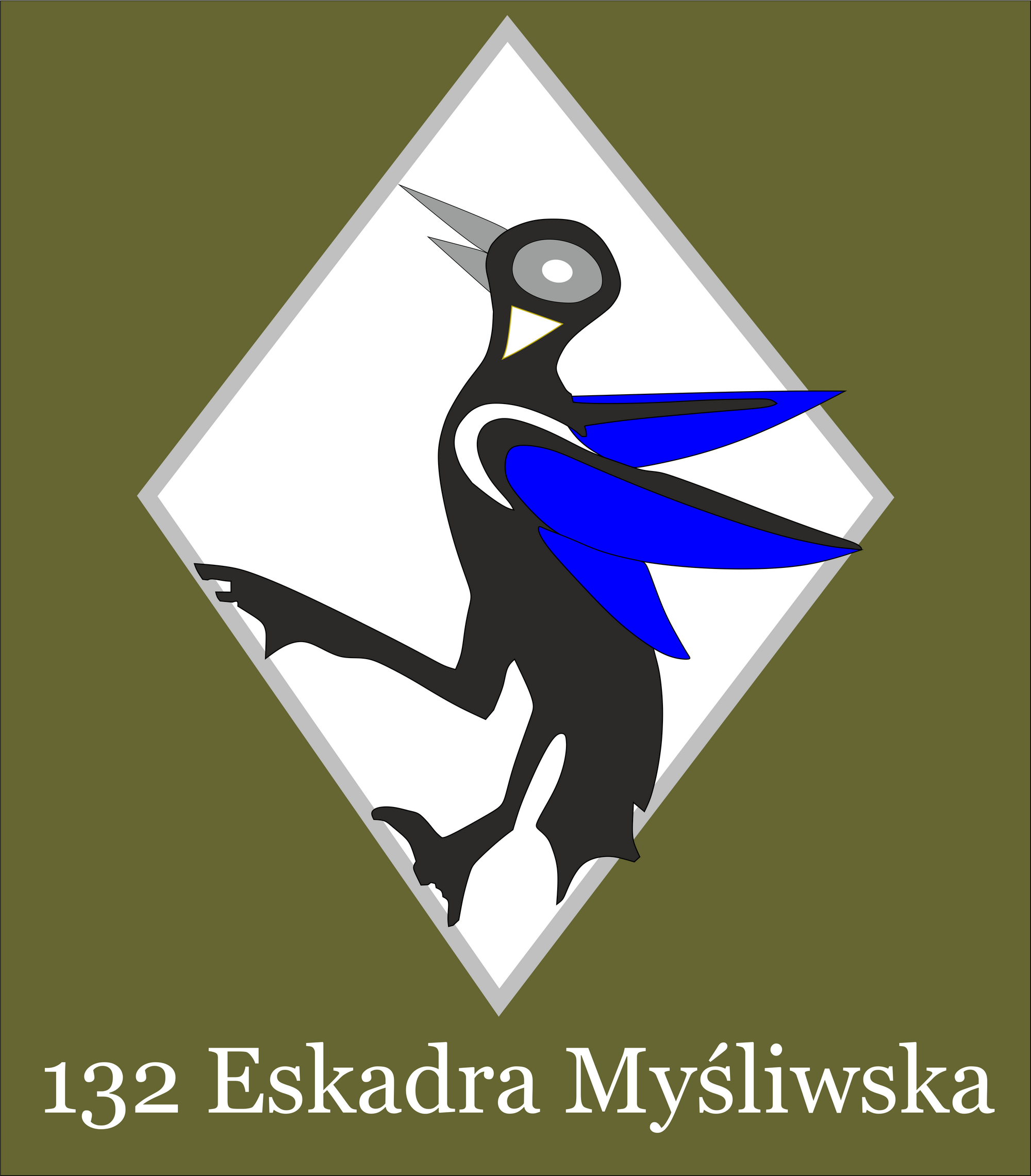
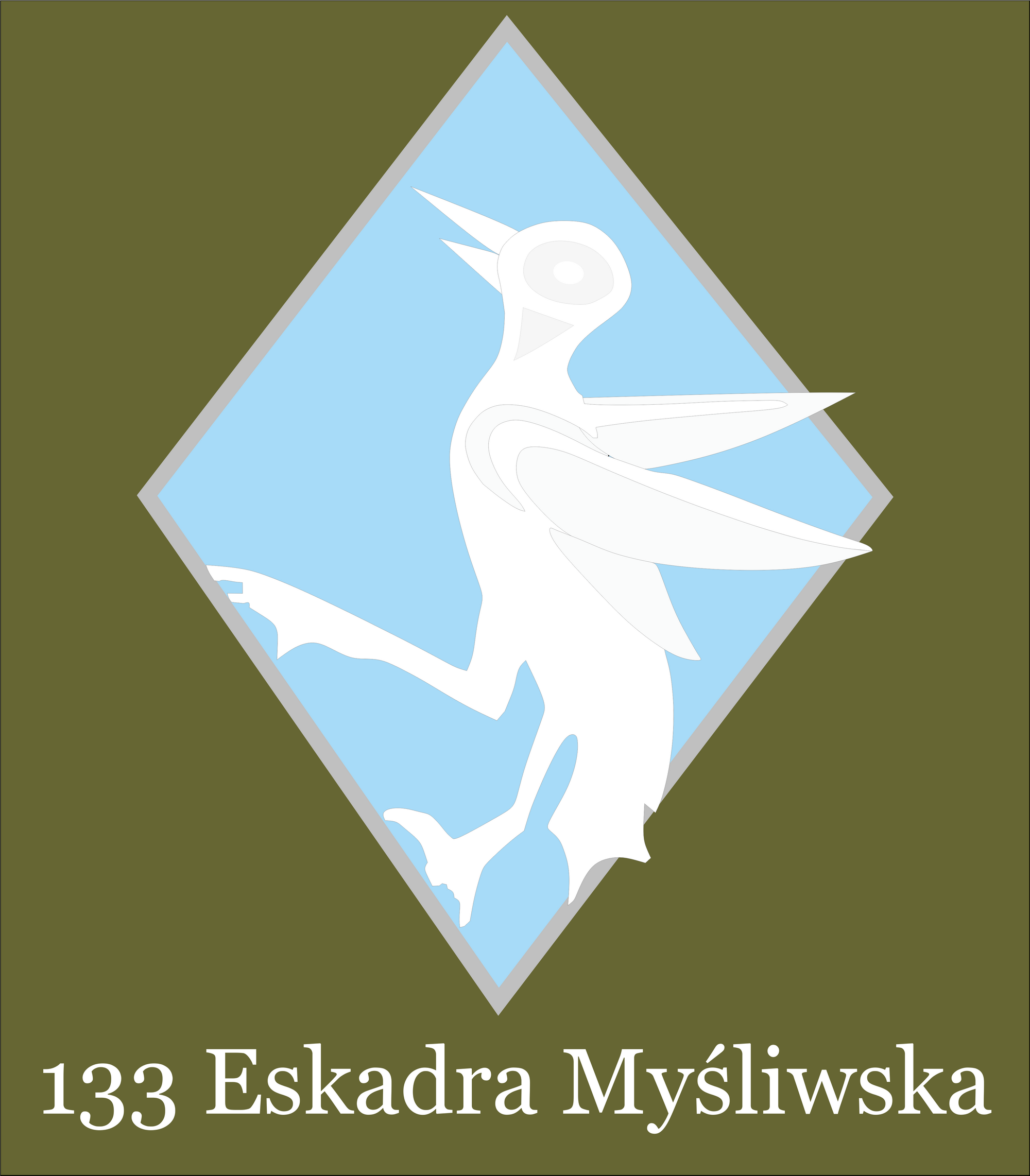
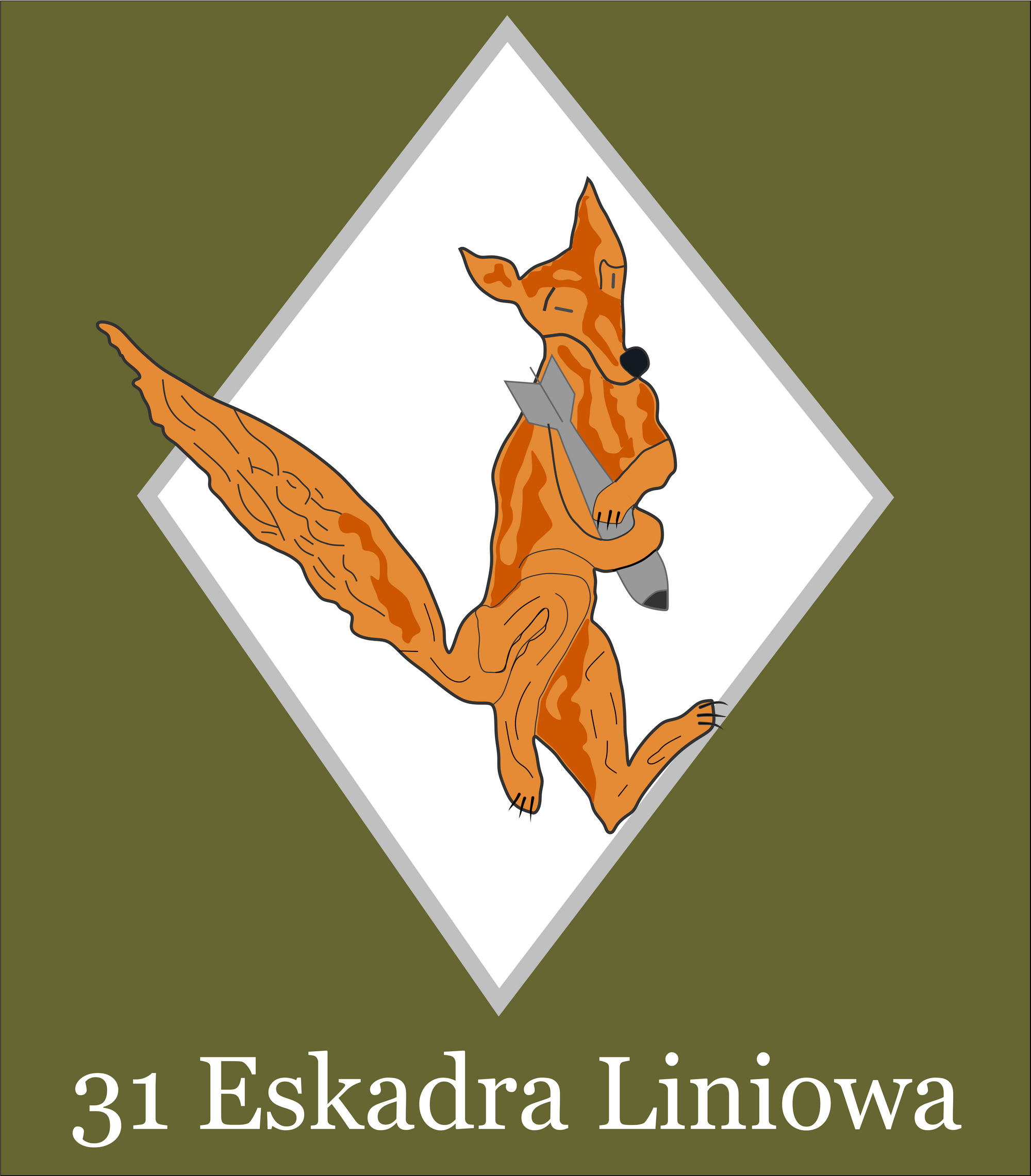
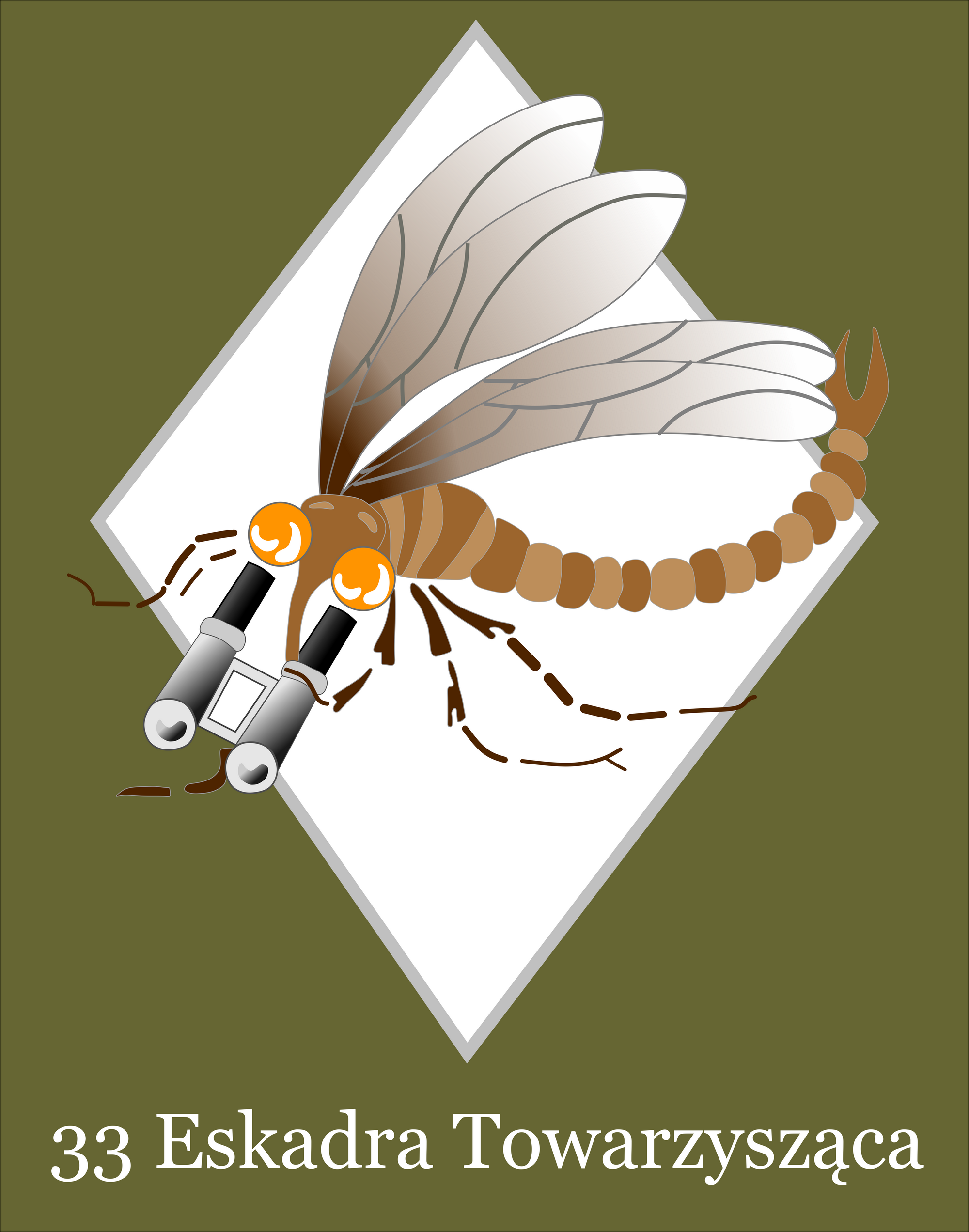

W okresie formowania pułku jego eskadry uzbrojone były w samoloty obcej produkcji. W 1922 zapoczątkowano w Wojsku Polskim unifikację pułków lotniczych w zakresie ich wyposażenia. W 3 pułku lotniczym w latach 1922–1924 eskadry wywiadowcze uzbrajano w samoloty produkcji angielskiej typu Bristol Fighter F.2B. Były to samoloty bardzo już zużyte, o małej wartości szkoleniowej.
W 1925 zastąpiono je samolotami francuskimi typu Potez XV, od 1927 Potez XXVII, od 1930 Potez XXV.
W 1937 na wyposażenie jednostek liniowych weszły samoloty rodzimej produkcji PZL P.23A i PZL P.23B „Karaś”.
W 1925 eskadry myśliwskie pułku otrzymały samoloty produkcji niemieckiej typu Fokker D VII.
Jesienią 1925 niemieckie Fokkery zaczęły być zastępowane przez francuskie Blériot-SPAD S.61.
W kolejnych latach do uzbrojenia wchodziły samoloty produkcji krajowej.
W pierwszym kwartale 1931 pojawiły się polskie samoloty myśliwskie PWS-10, a następnie kolejne maszyny: PZL P.7a, a pod koniec 1936 PZL P.11a, od 1938 roku PZL P.11c.
Eskadry towarzyszące otrzymały polskie samoloty Lublin R-XIIIC, potem wymienione na Lublin R-XIIID, a w czerwcu 1939 na RWD-14 „Czapla”.
Znaki na samolotach pułku w latach 1927–1932;
Regulaminowe tło pod godło eskadr 3 pułku lotniczego obowiązujące od 1932 i godła „zwierzęce” eskadr
Umieszczane pod skrzydłem litery identyfikacyjne 3 pułku lotniczego lub 

## Zawody lotnicze
Przez cały czas istnienia pułku lotnicy pułku brali w zawodach rangi międzynarodowej, krajowej i międzypułkowej. Odnosili przy tym znaczące sukcesy.
W 1923 w zawodach zorganizowanych pod patronatem Związku Lotników Polskich zwycięstwo w konkurencji „lądowanie ze stojącym śmigłem z wysokości 1000 m” odniósł kpt. pil. Mieczysława Szczudłowski.
W tym też roku por. pil. Stanisław Pawluć zdobył drugie miejsce w locie okrężnym na trasie Warszawa – Lwów – Kraków – Poznań – Warszawa.
W zorganizowanym przez Aeroklub Francuski zlocie gwiaździstym na trasie Warszawa – lotnisko Le Bourget najszybszym spośród polskich pilotów okazał się mjr. pil. Edward Lewandowski.
W 1928, w konkursie awionetek w Warszawie, por. pil. Tadeusz Grzmilas zajął drugie miejsce. Drugie miejsce w zawodach „Malej Ententy” zajęła też reprezentacja pułku prowadzona przez kpt. pil. Stefana Pawlikowskiego.
W 1931 pierwsze miejsce w zawodach eskadr liniowych 3 Grupy Aeronautycznej zajęła załoga 31 eskadry liniowej w składzie ppor. obs. Mieczysław Jaszewicz i plut. pil. Edward Kuszyński.
We wrześniu 1931 dowództwo pułku urządziło zawody międzyeskadrowe dla oceny przygotowania samolotów do startu alarmowego, sprawności obsługi przy wymianie elementów silnika i budowy polowego hangaru. W zaciętej rywalizacji pierwsze miejsce zajęły brygady obsługi 32 eskadry liniowej uzyskując 905 punktów. Drugie miejsce przypadło personelowi 35 eskadry – 842 punkty, a trzecie – 34 eskadrze z 812 punktami.
w 1938 zwycięstwo w corocznych mistrzostwach lotnictwa myśliwskiego w Grudziądzu odniósł kpr. pil. Kazimierz Mazur.